# France aux Jeux olympiques d'été de 2020
La France participe aux Jeux olympiques de 2020 à Tokyo au Japon. Il s'agit de sa 29e participation à des Jeux olympiques d'été. En raison de la pandémie de coronavirus, l'édition 2020 a été reportée à l'été 2021.
La France a participé à tous les Jeux olympiques d'été de l'ère moderne, au même titre que l'Australie, la Grande-Bretagne et la Grèce. Comme Paris accueillera les Jeux olympiques d'été de 2024, la France est l'avant-dernière nation à entrer dans le stade avant le pays hôte, le Japon. De plus, un segment en français doit être présenté lors de la cérémonie de clôture.
La France concourt dans tous les sports, à l'exception du baseball/softball, du beach-volley, du hockey sur gazon et du water-polo.
À partir de ces Jeux, le Comité international olympique autorise les délégations à présenter deux porte-drapeau, une femme et un homme, pour la cérémonie d'ouverture. Le gymnaste Samir Aït Saïd et la judokate Clarisse Agbegnenou sont nommés par le CNOSF le 5 juillet 2021.

## Nombre d’athlètes qualifiés par sport
Voici la liste des qualifiés et sélectionnés français par sport (remplaçants compris) :
| Sport                 | Hommes       | Femmes       | Total |
| --------------------- | ------------ | ------------ | ----- |
| Athlétisme            | 44           | 21           | 65    |
| Aviron                | 4            | 8            | 12    |
| Badminton             | 2            | 2            | 4     |
| Baseball/Softball     | Non qualifié | Non qualifié | 0     |
| Basket-ball           | 12           | 12           | 24    |
| Basket 3x3            | Non qualifié | 4            | 4     |
| Beach-volley          | Non qualifié | Non qualifié | 0     |
| Boxe                  | 4            | 1            | 5     |
| Canoë-kayak           | 7            | 6            | 13    |
| Cyclisme              | 20           | 13           | 33    |
| Équitation            | 9            | 3            | 12    |
| Escalade              | 2            | 2            | 4     |
| Escrime               | 9            | 9            | 18    |
| Football              | 21           | Non qualifié | 21    |
| Golf                  | 2            | 2            | 4     |
| Gymnastique           | 4            | 5            | 9     |
| Haltérophilie         | 1            | 3            | 4     |
| Handball              | 15           | 15           | 30    |
| Hockey sur gazon      | Non qualifié | Non qualifié | 0     |
| Judo                  | 6            | 7            | 13    |
| Karaté                | 1            | 2            | 3     |
| Lutte                 | 0            | 2            | 2     |
| Natation              | 16           | 11           | 27    |
| Natation synchronisée | -            | 2            | 2     |
| Pentathlon moderne    | 2            | 2            | 4     |
| Plongeon              | 2            | 1            | 3     |
| Rugby à sept          | Non qualifié | 13           | 13    |
| Skateboard            | 3            | 2            | 5     |
| Surf                  | 2            | 2            | 4     |
| Taekwondo             | 0            | 2            | 2     |
| Tennis                | 6            | 4            | 10    |
| Tennis de table       | 4            | 4            | 8     |
| Tir                   | 4            | 6            | 10    |
| Tir à l'arc           | 3            | 1            | 4     |
| Triathlon             | 3            | 2            | 5     |
| Voile                 | 7            | 7            | 14    |
| Volley-ball           | 12           | Non qualifié | 12    |
| Water-polo            | Non qualifié | Non qualifié | 0     |
| Total                 | 227          | 176          | 403   |

## Bilan général
| Place | Sport       | Médaille d'or, Jeux olympiques | Médaille d'argent, Jeux olympiques | Médaille de bronze, Jeux olympiques | Total | Rang pays |
| ----- | ----------- | ------------------------------ | ---------------------------------- | ----------------------------------- | ----- | --------- |
| 1     | Judo        | 2                              | 3                                  | 3                                   | 8     | 2e        |
| 2     | Escrime     | 2                              | 2                                  | 1                                   | 5     | 2e        |
| 3     | Handball    | 2                              | 0                                  | 0                                   | 2     | 1er       |
| 4     | Aviron      | 1                              | 1                                  | 0                                   | 2     | 5e        |
| 5     | Volley-ball | 1                              | 0                                  | 0                                   | 1     | 1er       |
| 5     | Karaté      | 1                              | 0                                  | 0                                   | 1     | 5e        |
| 5     | Tir         | 1                              | 0                                  | 0                                   | 1     | 6e        |
| 8     | Voile       | 0                              | 2                                  | 1                                   | 3     | 8e        |
| 9     | Basket-ball | 0                              | 1                                  | 1                                   | 2     | 4e        |
| 10    | Athlétisme  | 0                              | 1                                  | 0                                   | 1     | 31e       |
| 10    | Natation    | 0                              | 1                                  | 0                                   | 1     | 17e       |
| 10    | Rugby à 7   | 0                              | 1                                  | 0                                   | 1     | 3e        |
| 13    | Cyclisme    | 0                              | 0                                  | 2                                   | 2     | 21e       |
| 14    | Équitation  | 0                              | 0                                  | 1                                   | 1     | 6e        |
| 14    | Taekwondo   | 0                              | 0                                  | 1                                   | 1     | 15e       |
| 14    | Triathlon   | 0                              | 0                                  | 1                                   | 1     | 5e        |
| Total | Total       | 10                             | 12                                 | 11                                  | 33    | 8e        |

| Jour       | Médaille d'or, Jeux olympiques | Médaille d'argent, Jeux olympiques | Médaille de bronze, Jeux olympiques | Total |
| ---------- | ------------------------------ | ---------------------------------- | ----------------------------------- | ----- |
| 24 juillet | 0                              | 0                                  | 1                                   | 1     |
| 25 juillet | 1                              | 1                                  | 0                                   | 2     |
| 26 juillet | 0                              | 1                                  | 1                                   | 2     |
| 27 juillet | 1                              | 0                                  | 1                                   | 2     |
| 28 juillet | 1                              | 0                                  | 0                                   | 1     |
| 29 juillet | 0                              | 3                                  | 0                                   | 3     |
| 30 juillet | 0                              | 0                                  | 2                                   | 2     |
| 31 juillet | 1                              | 4                                  | 1                                   | 6     |
| 1er août   | 1                              | 1                                  | 0                                   | 2     |
| 2 août     | 1                              | 0                                  | 1                                   | 2     |
| 3 août     | 0                              | 0                                  | 1                                   | 1     |
| 4 août     | 0                              | 0                                  | 1                                   | 1     |
| 5 août     | 1                              | 1                                  | 0                                   | 2     |
| 6 août     | 0                              | 0                                  | 0                                   | 0     |
| 7 août     | 2                              | 1                                  | 2                                   | 5     |
| 8 août     | 1                              | 0                                  | 0                                   | 1     |
| Total      | 10                             | 12                                 | 11                                  | 33    |

| Sexe   | Médaille d'or, Jeux olympiques | Médaille d'argent, Jeux olympiques | Médaille de bronze, Jeux olympiques | Total |
| ------ | ------------------------------ | ---------------------------------- | ----------------------------------- | ----- |
| Hommes | 7                              | 4                                  | 4                                   | 15    |
| Femmes | 2                              | 8                                  | 5                                   | 15    |
| Mixte  | 1                              | 0                                  | 2                                   | 3     |
| Total  | 10                             | 12                                 | 11                                  | 33    |

### Multi-médaillés
| Athlète              | Sport   | Médaille d'or, Jeux olympiques | Médaille d'argent, Jeux olympiques | Médaille de bronze, Jeux olympiques | Total |
| -------------------- | ------- | ------------------------------ | ---------------------------------- | ----------------------------------- | ----- |
| Clarisse Agbegnenou  | Judo    | 2                              | 0                                  | 0                                   | 2     |
| Amandine Buchard     | Judo    | 1                              | 1                                  | 0                                   | 2     |
| Sarah-Léonie Cysique | Judo    | 1                              | 1                                  | 0                                   | 2     |
| Madeleine Malonga    | Judo    | 1                              | 1                                  | 0                                   | 2     |
| Romane Dicko         | Judo    | 1                              | 0                                  | 1                                   | 2     |
| Teddy Riner          | Judo    | 1                              | 0                                  | 1                                   | 2     |
| Manon Brunet         | Escrime | 0                              | 1                                  | 1                                   | 2     |

## Médaillés

### Médailles d’or
| Sport               | Discipline                        | Sportifs | Performance              | Date       |
| Médailles d’or : 10 |                                   | |                          |            |
| Aviron              | Deux de couple                    | Hugo Boucheron Matthieu Androdias | 6 min 0 s 33 (RO)        | 28 juillet |
| Escrime             | Épée masculine individuelle       | Romain Cannone | 15 - 10 contre Siklósi   | 25 juillet |
| Escrime             | Fleuret masculin par équipes      | Erwann Le Péchoux Enzo Lefort Julien Mertine Maxime Pauty | 45 - 28 contre ROC       | 1er août   |
| Handball            | Masculin                          | Luc Abalo Hugo Descat Ludovic Fabregas Yann Genty Vincent Gérard Michaël Guigou Nikola Karabatic Luka Karabatic Romain Lagarde Kentin Mahé Dika Mem Timothey N'Guessan Valentin Porte Nedim Remili Melvyn Richardson Nicolas Tournat                                          | 25 - 23 contre Danemark  | 7 août     |
| Handball            | Féminin                           | Pauline Coatanea Blandine Dancette Cléopâtre Darleux Béatrice Edwige Laura Flippes Pauletta Foppa Alexandra Lacrabère Coralie Lassource Amandine Leynaud Kalidiatou Niakaté Méline Nocandy Estelle Nze Minko Allison Pineau Océane Sercien-Ugolin Chloé Valentini Grâce Zaadi | 30 - 25 contre Russie    | 8 août     |
| Judo                | Moins de 63 kg femmes             | Clarisse Agbegnenou | 01 - 00 contre Trstenjak | 27 juillet |
| Judo                | Par équipes                       | Clarisse Agbegnenou Amandine Buchard Guillaume Chaine Axel Clerget Sarah-Léonie Cysique Romane Dicko Alexandre Iddir Kilian Le Blouch Madeleine Malonga Margaux Pinot Teddy Riner                                                                                             | 4 - 1 contre Japon       | 31 juillet |
| Karaté              | Moins de 67 kg hommes             | Steven Da Costa | 5 - 0 contre Eray Şamdan | 5 août     |
| Tir                 | Pistolet à 25 m tir rapide hommes | Jean Quiquampoix | 34 points (ROE)          | 2 août     |
| Volley-ball         | Masculin                          | Barthélémy Chinenyeze Jenia Grebennikov Jean Patry Benjamin Toniutti Kévin Tillie Earvin Ngapeth Antoine Brizard Stephen Boyer Nicolas Le Goff Daryl Bultor Trévor Clévenot Yacine Louati                                                                                     | 3 - 2 contre ROC         | 7 août     |

### Médailles d'argent
| Sport                   | Discipline                  | Sportifs | Performance                     | Date       |
| Médailles d’argent : 12 |                             | |                                 |            |
| Athlétisme              | Décathlon                   | Kevin Mayer | 8 726 points                    | 5 août     |
| Aviron                  | Deux de couple poids légers | Laura Tarantola Claire Bové | 6 min 47 s 68                   | 29 juillet |
| Basket-ball             | 5x5 masculin                | Andrew Albicy Thomas Heurtel Frank Ntilikina Nando de Colo Evan Fournier Nicolas Batum Timothé Luwawu-Cabarrot Guerschon Yabusele Petr Cornelie Moustapha Fall Rudy Gobert Vincent Poirier | 82 - 87 contre États-Unis       | 7 août     |
| Escrime                 | Fleuret féminin par équipes | Anita Blaze Astrid Guyart Pauline Ranvier Ysaora Thibus | 34 - 45 contre ROC              | 29 juillet |
| Escrime                 | Sabre féminin par équipes   | Sara Balzer Cécilia Berder Manon Brunet Charlotte Lembach | 41 - 45 contre ROC              | 31 juillet |
| Judo                    | Moins de 52 kg femmes       | Amandine Buchard | 00 - 10 contre Abe              | 25 juillet |
| Judo                    | Moins de 57 kg femmes       | Sarah-Léonie Cysique | H - 10 contre Gjakova           | 26 juillet |
| Judo                    | Moins de 78 kg femmes       | Madeleine Malonga | 00 - 10 contre Hamada           | 29 juillet |
| Natation                | 50 m nage libre masculin    | Florent Manaudou | 21 s 55                         | 1er août   |
| Rugby à 7               | Femmes                      | Séraphine Okemba Anne-Cécile Ciofani Chloé Pelle Chloé Jacquet Jade Ulutule Fanny Horta Coralie Bertrand Camille Grassineau Carla Neisen Caroline Drouin Shannon Izar Lina Guérin          | 12 - 26 contre Nouvelle-Zélande | 31 juillet |
| Voile                   | RS:X femmes                 | Charline Picon | 37 points                       | 31 juillet |
| Voile                   | RS:X hommes                 | Thomas Goyard | 74 points                       | 31 juillet |

### Médailles de bronze
| Sport                    | Discipline                      | Sportifs | Performance               | Date       |
| Médailles de bronze : 11 |                                 | |                           |            |
| Basket-ball              | 5x5 féminin                     | Marine Fauthoux Alix Duchet Sarah Michel Marine Johannès Alexia Chartereau Valériane Vukosavljević Gabby Williams Diandra Tchatchouang Nwal-Endéné Miyem Sandrine Gruda Helena Ciak Iliana Rupert | 91 - 76 contre Serbie     | 7 août     |
| Cyclisme sur piste       | Vitesse par équipes masculine   | Florian Grengbo Sébastien Vigier Rayan Helal | 42 s 331 contre Australie | 3 août     |
| Cyclisme sur piste       | Course à l'américaine masculine | Benjamin Thomas Donavan Grondin | 40 points                 | 7 août     |
| Équitation               | Concours complet par équipes    | Karim Laghouag sur Triton Fontaine Nicolas Touzaint sur Absolut Gold Christopher Six sur Totem de Brecey                                                                                          | 101.50                    | 2 août     |
| Escrime                  | Sabre féminin individuel        | Manon Brunet | 15 - 6 contre Márton      | 26 juillet |
| Judo                     | Moins de 60 kg hommes           | Luka Mkheidze | 10 - 00 contre Kim        | 24 juillet |
| Judo                     | Plus de 78 kg femmes            | Romane Dicko | 10 - 00 contre Sayit      | 30 juillet |
| Judo                     | Plus de 100 kg hommes           | Teddy Riner | 10 - 00 contre Harasawa   | 30 juillet |
| Taekwondo                | Plus de 67 kg femmes            | Althéa Laurin | 17 - 6 contre Traoré      | 27 juillet |
| Triathlon                | Relais mixte                    | Léonie Périault Dorian Coninx Cassandre Beaugrand Vincent Luis | 1 h 24 min 4 s            | 31 juillet |
| Voile                    | 470 femmes                      | Camille Lecointre Aloïse Retornaz | 54 points                 | 4 août     |

## Athlétisme
La FFA reconnaît que le bilan de la délégation est décevant avec une seule médaille,.

### Qualification
Pour se qualifier, les athlètes français ont dû réaliser durant une période dite de qualification un minima imposé par l'IAAF (la fédération internationale d'athlétisme) et approuvé par la Fédération française d'athlétisme (FFA) :
- entre le 1er janvier 2019 et le 2 juin 2021 inclus pour le marathon et le 50 km marche[5] ;
- entre le 1er mai 2019 et le 1er juillet 2021 inclus pour toutes les autres épreuves.

Les performances réalisées entre le 6 avril 2020 et le 30 novembre 2020 ne comptent pas en raison de l'inégalité d'entraînement en période de pandémie de COVID-19.
Ils doivent réaliser ces minima durant un meeting labellisé par l'IAAF. 3 athlètes au maximum peuvent se qualifier dans une épreuve.
Ce n'est pas tout : un athlète peut ne pas faire les minima mais se qualifier via le classement mondial. Cependant, le DTN français choisit de ne retenir que quelques athlètes par ce biais. Voici les athlètes qualifiés et leur mode de qualification :
| Épreuves               | Hommes | Hommes | Femmes | Femmes                                                                                          |
| Épreuves               | Qualifiés | Minima | Qualifiées | Minima                                                                                          |
| ---------------------- | --- | --- | --- | ----------------------------------------------------------------------------------------------- |
| 100 m                  | - Via les minima : Jimmy Vicaut (10 s 02) - Via le classement mondial : Mouhamadou Fall est qualifiable mais non retenu par la FFA.                                  | 10 s 05 | - Via les minima : Aucune - Via le classement mondial : Carole Zahi et Orlann Ombissa-Dzangue sont qualifiables mais non retenues par la FFA                                                                                  | 11 s 15                                                                                         |
| 200 m                  | - Via les minima : Aucun - Via le classement mondial : Christophe Lemaitre, Méba-Mickaël Zeze et Jeffrey John sont qualifiables mais non retenus par la FFA.         | 20 s 24 | - Via les minima : Gémima Joseph (22 s 77) - Via le classement mondial : Maroussia Paré et Estelle Raffai sont qualifiables mais non retenues par la FFA.                                                                     | 22 s 80                                                                                         |
| 400 m                  | - Via les minima : Aucun - Via le classement mondial : Thomas Jordier est qualifiable mais non retenu par la FFA.                                                    | 44 s 90 | - Via les minima : Amandine Brossier (51 s 25) - Via le classement mondial : Déborah Sananes et Floria Gueï sont qualifiables mais non retenues par la FFA.                                                                   | 51 s 35                                                                                         |
| 800 m                  | - Via les minima : Gabriel Tual (1 min 44 s 44), Benjamin Robert (1 min 44 s 53) et Pierre-Ambroise Bosse (1 min 45 s 07)                                            | 1 min 45 s 20 | - Via les minima : Rénelle Lamote (1 min 58 s 11) - Via le classement mondial : Cinthia Anais est qualifiable mais non retenue par la FFA.                                                                                    | 1 min 59 s 50                                                                                   |
| 1 500 m                | - Via les minima : Alexis Miellet (3 min 34 s 23), Baptiste Mischler (3 min 34 s 30) et Azeddine Habz (3 min 34 s 68)                                                | 3 min 35 s 00 | - Via les minima : Aucune - Via le classement mondial : Aucune | 4 min 4 s 20                                                                                    |
| 5 000 m                | - Via les minima : Jimmy Gressier (13 min 8 s 99) et Hugo Hay (13 min 10 s 95)                                                                                       | 13 min 13 s 50 | - Via les minima : Aucune - Via le classement mondial : Aucune | 15 min 10 s                                                                                     |
| 10 000 m               | - Via les minima : Morhad Amdouni (27 min 23 s 27) | 27 min 28 s | - Via les minima : Aucune - Via le classement mondial : Aucune | 31 min 25 s                                                                                     |
| 110 m / 100 m haies    | - Via les minima : Pascal Martinot-Lagarde (13 s 12), Wilhem Belocian (13 s 15) et Aurel Manga (13 s 24)                                                             | 13 s 32 | - Via les minima : Cyrène Samba-Mayela (12 s 75) - Via le classement mondial : Laura Valette (42e) Solène Ndama avait fait les minima mais elle a été contrainte d'abandonner après une fracture au ménisque en février 2021. | 12 s 84                                                                                         |
| 400 m haies            | - Via les minima : Ludvy Vaillant (48 s 30) - Via le classement mondial : Wilfried Happio (24e) Mamadou Kasse Hann est qualifiable mais n'est pas retenu par la FFA. | 48 s 90 | - Via les minima : Aucune - Via le classement mondial : Aucune | 55 s 40                                                                                         |
| 3 000 m steeple        | - Via les minima : Djilali Bedrani (8 min 5 s 23), Alexis Phelut (8 min 18 s 67) et Louis Gilavert (8 min 19 s 79) Mehdi Belhadj est remplaçant.                     | 8 min 22 s | - Via les minima : Aucune - Via le classement mondial : Claire Palou est qualifiable mais non retenue par la FFA. | 9 min 30 s                                                                                      |
| 20 km marche           | - Via les minima : Gabriel Bordier (1 h 20 min 10 s) et Kévin Campion (1 h 20 min 49 s)                                                                              | 1 h 21 min | - Via les minima : Aucune - Via le classement mondial : Aucune | 1 h 31 min                                                                                      |
| 50 km marche           | - Via les minima : Yohann Diniz (3 h 37 min 43 s) | 3 h 50 min | - | -                                                                                               |
| Marathon               | - Via les minima : Morhad Amdouni (2 h 9 min 14 s), Hassan Chahdi (2 h 9 min 15 s) et Nicolas Navarro (2 h 9 min 17 s) Benjamin Choquert est remplaçant.             | 2 h 11 min 30 s | Via les minima : Susan Kipsang Jeptooo (2 h 28 min 48 s) | 2 h 29 min 30 s                                                                                 |
| Saut en hauteur        | - Via les minima : Aucun - Via le classement mondial : Aucun | 2,33 m | - Via les minima : Aucune - Via le classement mondial : Aucune | 1,96 m                                                                                          |
| Saut en longueur       | - Via le classement mondial : Augustin Bey (16e) | 8,22 m | - Via les minima : Yanis Esmeralda David (6,84 m) | 6,82 m                                                                                          |
| Triple saut            | - Via les minima : Melvin Raffin (17,19 m) et Jean-Marc Pontvianne (17,17 m) - Via le classement mondial : Benjamin Compaoré (24e)                                   | 17,14 m | - Via les minima : Rouguy Diallo (14,51 m) Yanis Esmeralda David avait fait les minima en 2019 mais n'a pas été retenue dans cette catégorie.                                                                                 | 14,32 m                                                                                         |
| Saut à la perche       | - Via les minima : Renaud Lavillenie (6,06 m), Valentin Lavillenie (5,82 m) et Ethan Cormont (5,80 m) Alioune Sène est remplaçant.                                   | 5,80 m | - Via les minima : Aucune Ninon Guillon-Romarin a réalisé les minima en 2019 mais, n'ayant pas montrée une forme suffisante, n'est pas retenue par la FFA. Cela fait d'ailleurs une polémique.                                | 4,70 m                                                                                          |
| Lancer du marteau      | - Via les minima : Quentin Bigot (79,70 m) | 77,50 m | - Via les minima : Alexandra Tavernier (75,38 m) | 72,50 m                                                                                         |
| Lancer du poids        | - Via les minima : Aucun - Via le classement mondial : Aucun | 21,10 m | - Via les minima :' Aucune - Via le classement mondial :' Aucune | 18,50 m                                                                                         |
| Lancer du disque       | - Via les minima : Lolassonn Djouhan 66,66 m | 66 m | - Via les minima : Mélina Robert-Michon (65,30 m) | 63,50 m                                                                                         |
| Lancer du javelot      | - Via les minima : Aucun - Via le classement mondial : Aucun | 85 m | - Via les minima : Aucune - Via le classement mondial : Aucune Alexie Alaïs est qualifiable mais non retenue par la FFA (hors de forme).                                                                                      | 64 m                                                                                            |
| Heptathlon             | - | - | - Via les minima : Aucune - Via le classement mondial : Aucune Solène Ndama est qualifiable mais elle a été contrainte d'abandonner après une fracture au ménisque en février 2021.                                           | 6 420 pts                                                                                       |
| Décathlon              | - Via les minima : Kévin Mayer (8 552 pts) | 8 350 pts | - | -                                                                                               |
| Relais 4 × 100 m       | La France est qualifiée grâce à sa 7e place lors des Championnats du monde 2019.                                                                                     | La France est qualifiée grâce à sa 7e place lors des Championnats du monde 2019.                                      | La France est qualifiée grâce à sa 8e place en finale des Championnats du monde de relais 2021. | La France est qualifiée grâce à sa 8e place en finale des Championnats du monde de relais 2021. |
| Relais 4 × 400 m       | La France est qualifiée grâce à sa 7e place lors des Championnats du monde 2019.                                                                                     | La France est qualifiée grâce à sa 7e place lors des Championnats du monde 2019.                                      | La France est qualifiée grâce à sa 8e place en finale des Championnats du monde de relais 2021. | La France est qualifiée grâce à sa 8e place en finale des Championnats du monde de relais 2021. |
| Relais 4 × 400 m mixte | La France n'est pas qualifiée, terminant 26e du classement mondial alors que seuls les 16 premiers étaient qualifiés.                                                | La France n'est pas qualifiée, terminant 26e du classement mondial alors que seuls les 16 premiers étaient qualifiés. | |                                                                                                 |

### Compétition

#### Hommes
Les heures sont indiquées en heure française. Pour l'heure japonaise, rajouter 7 heures. La France est présente dans 30 épreuves sur 48 possibles. Elle n'a pas de représentant dans 5 épreuves masculines (200 m, 400 m, saut en hauteur, lancer du poids, lancer du javelot), dans 12 épreuves féminines (100 m, 1 500 m, 5 000 m, 10 000 m, 400 m haies, 3 000 m steeple, 20 km marche, saut en hauteur, saut à la perche, lancer du poids, lancer du javelot, heptathlon) et dans 1 épreuve mixte (relais 4 × 400 m).
| Athlète | Épreuve          | Séries         | Séries    | Demi-finales  | Demi-finales | Finale          | Finale   |
| Athlète | Épreuve          | Temps          | Rang      | Temps         | Rang         | Temps           | Rang     |
| --- | ---------------- | -------------- | --------- | ------------- | ------------ | --------------- | -------- |
| Jimmy Vicaut | 100 m            | 10 s 07        | 2e        | 10 s 11       | 5e           | Éliminé         | Éliminé  |
| Gabriel Tual | 800 m            | 1 min 45 s 63  | 3e        | 1 min 44 s 28 | 3e           | 1 min 46 s 03   | 7e       |
| Pierre-Ambroise Bosse                                                                                               | 800 m            | 1 min 45 s 97  | 6e        | 1 min 48 s 62 | 6e           | Éliminé         | Éliminé  |
| Benjamin Robert | 800 m            | 1 min 47 s 12  | 5e        | Éliminé       | Éliminé      | Éliminé         | Éliminé  |
| Azeddine Habz | 1 500 m          | 3 min 41 s 24  | 4e        | 3 min 35 s 12 | 10e          | Éliminé         | Éliminé  |
| Baptiste Mischler                                                                                                   | 1 500 m          | 3 min 37 s 53  | 11e       | Éliminé       | Éliminé      | Éliminé         | Éliminé  |
| Alexis Miellet | 1 500 m          | 3 min 41 s 23  | 14e       | Éliminé       | Éliminé      | Éliminé         | Éliminé  |
| Jimmy Gressier | 5 000 m          | 13 min 33 s 47 | 9e        | Non couru     | Non couru    | 13 min 11 s 33  | 13e      |
| Hugo Hay | 5 000 m          | 13 min 39 s 95 | 7e        | Éliminé       | Éliminé      | Éliminé         | Éliminé  |
| Morhad Amdouni | 10 000 m         | Non couru      | Non couru | Non couru     | Non couru    | 27 min 53 s 58  | 10e      |
| Pascal Martinot-Lagarde                                                                                             | 110 m haies      | 13 s 37        | 2e        | 13 s 25       | 2e           | 13 s 16         | 5e       |
| Aurel Manga | 110 m haies      | 13 s 24        | 1er       | 13 s 24       | 2e           | 13 s 38         | 8e       |
| Wilhem Belocian | 110 m haies      | DQ             | -         | Éliminé       | Éliminé      | Éliminé         | Éliminé  |
| Ludvy Vaillant | 400 m haies      | 49 s 23        | 5e        | 49 s 02       | 7e           | Éliminé         | Éliminé  |
| Wilfried Happio | 400 m haies      | 49 s 39        | 5e        | 49 s 49       | 7e           | Éliminé         | Éliminé  |
| Alexis Phelut | 3 000 m steeple  | 8 min 19 s 36  | 3e        | Non couru     | Non couru    | 8 min 23 s 14   | 12e      |
| Djilali Bedrani | 3 000 m steeple  | 8 min 20 s 23  | 7e        | Éliminé       | Éliminé      | Éliminé         | Éliminé  |
| Louis Gilavert | 3 000 m steeple  | 8 min 36 s 35  | 12e       | Éliminé       | Éliminé      | Éliminé         | Éliminé  |
| Nicolas Navarro | Marathon         | Non couru      | Non couru | Non couru     | Non couru    | 2 h 12 min 50 s | 12e      |
| Morhad Amdouni | Marathon         | Non couru      | Non couru | Non couru     | Non couru    | 2 h 14 min 33 s | 17e      |
| Hassan Chahdi | Marathon         | Non couru      | Non couru | Non couru     | Non couru    | 2 h 18 min 40 s | 45e      |
| Kévin Campion | 20 km marche     | Non couru      | Non couru | Non couru     | Non couru    | 1 h 23 min 53 s | 16e      |
| Gabriel Bordier | 20 km marche     | Non couru      | Non couru | Non couru     | Non couru    | 1 h 25 min 23 s | 24e      |
| Yohann Diniz | 50 km marche     | Non couru      | Non couru | Non couru     | Non couru    | DNF             | DNF      |
| Mouhamadou Fall Amaury Golitin Marvin René Jimmy Vicaut Méba-Mickaël Zézé Ryan Zézé (remplaçant)                    | Relais 4 × 100 m | 38 s 18        | 5e        | Éliminés      | Éliminés     | Éliminés        | Éliminés |
| Mame-Ibra Anne Gilles Biron Thomas Jordier Muhammad Abdallah Kounta Christopher Naliali (remplaçant) Ludovic Ouceni | Relais 4 × 400 m | 3 min 0 s 81   | 6e        | Éliminés      | Éliminés     | Éliminés        | Éliminés |

| Athlètes             | Épreuve           | Qualification | Qualification | Finale      | Finale  |
| Athlètes             | Épreuve           | Performance   | Rang          | Performance | Rang    |
| -------------------- | ----------------- | ------------- | ------------- | ----------- | ------- |
| Augustin Bey         | Saut en longueur  | NM            | NC            | Éliminé     | Éliminé |
| Melvin Raffin        | Triple saut       | 16,83 m       | 11e           | NM          | 12e     |
| Benjamin Compaoré    | Triple saut       | 16,59 m       | 19e           | Éliminé     | Éliminé |
| Jean-Marc Pontvianne | Triple saut       | NM            | NC            | Éliminé     | Éliminé |
| Renaud Lavillenie    | Saut à la perche  | 5,75 m        | 6e            | 5,70 m      | 8e      |
| Valentin Lavillenie  | Saut à la perche  | 5,65 m        | 17e           | Éliminé     | Éliminé |
| Ethan Cormont        | Saut à la perche  | 5,50 m        | 22e           | Éliminé     | Éliminé |
| Quentin Bigot        | Lancer de marteau | 78,73 m       | 4e            | 79,39 m     | 5e      |
| Lolassonn Djouhan    | Lancer de disque  | 60,74 m       | 21e           | Éliminé     | Éliminé |

| Athlète     | Épreuve  | 100 m   | SL     | LP      | SH     | 400 m   | 110 H   | LD      | SP     | LJ      | 1 500 m       | Total | Rang                               |
| ----------- | -------- | ------- | ------ | ------- | ------ | ------- | ------- | ------- | ------ | ------- | ------------- | ----- | ---------------------------------- |
| Kevin Mayer | Résultat | 10 s 68 | 7,50 m | 15,07 m | 2,08 m | 50 s 31 | 13 s 90 | 48,08 m | 5,20 m | 73,09 m | 4 min 43 s 17 | 8726  | Médaille d'argent, Jeux olympiques |
| Kevin Mayer | Points   | 933     | 935    | 794     | 878    | 800     | 987     | 830     | 972    | 937     | 660           | 8726  | Médaille d'argent, Jeux olympiques |

### Femmes
| Athlète                                                                                                   | Épreuve          | Séries        | Séries    | Demi-finales  | Demi-finales | Finale          | Finale    |          |
| Athlète                                                                                                   | Épreuve          | Temps         | Rang      | Temps         | Rang         | Temps           | Rang      |          |
| --- | ---------------- | ------------- | --------- | ------------- | ------------ | --------------- | --------- | -------- |
| Gémima Joseph                                                                                             | 200 m            | 22 s 94       | 3e        | 23 s 19       | 7e           | Éliminée        | Éliminée  | Éliminée |
| Amandine Brossier                                                                                         | 400 m            | 51 s 65       | 2e        | 51 s 30       | 6e           | Éliminée        | Éliminée  |          |
| Rénelle Lamote                                                                                            | 800 m            | 2 min 1 s 92  | 1re       | 1 min 59 s 40 | 5e           | Éliminée        | Éliminée  |          |
| Laura Valette                                                                                             | 100 m haies      | 14 s 52       | 8e        | Éliminée      | Éliminée     | Éliminée        | Éliminée  |          |
| Cyréna Samba-Mayela                                                                                       | 100 m haies      | DNS           | NC        | Éliminée      | Éliminée     | Éliminée        | Éliminée  |          |
| Susan Jeptooo Kipsang                                                                                     | Marathon         | Non couru     | Non couru | Non couru     | Non couru    | 2 h 36 min 29 s | 38e       |          |
| Wided Atatou (remplaçante) Eva Berger Cynthia Leduc Orlann Ombissa-Dzangue Maroussia Paré Carolle Zahi    | Relais 4 x 100 m | 42 s 68       | 4e        | Non couru     | Non couru    | 42 s 89         | 7e        |          |
| Amandine Brossier Floria Gueï Diana Iscaye Sokhna Lacoste Brigitte Ntiamoah Sounkamba Sylla (remplaçante) | Relais 4 x 400 m | 3 min 25 s 07 | 5e        | Éliminées     | Éliminées    | Éliminées       | Éliminées |          |

| Athlètes              | Épreuve           | Qualification | Qualification | Finale      | Finale   |
| Athlètes              | Épreuve           | Performance   | Rang          | Performance | Rang     |
| --------------------- | ----------------- | ------------- | ------------- | ----------- | -------- |
| Yanis Esméralda David | Saut en longueur  | 6,27 m        | 23e           | Éliminée    | Éliminée |
| Rouguy Diallo         | Triple saut       | 14,29 m       | 9e            | 14,38 m     | 9e       |
| Mélina Robert-Michon  | Lancer de disque  | 60,88 m       | 15e           | Éliminée    | Éliminée |
| Alexandra Tavernier   | Lancer de marteau | 73,51 m       | 3e            | 74,41 m     | 4e       |

## Aviron

### Qualification
| Épreuves                           | Mode de qualification |
| ---------------------------------- | --- |
| Skiff hommes                       | Aucun quota obtenu. |
| Deux de couple hommes              | La France obtient un quota aux Championnats du monde d'Ottensheim (Autriche, 25 août-1er septembre 2019) grâce à la 9e place d'Hugo Boucheron et Matthieu Androdias.                                                                                |
| Deux sans barreur hommes           | La France obtient un quota aux championnats du monde d'Ottensheim (Autriche, 25 août-1er septembre 2019) grâce à la 6e place de Valentin Onfroy et Théophile Onfroy.                                                                                |
| Quatre de couple hommes            | Aucun quota obtenu. Le bateau français (Haguenauer - Quiqueret - Cormerais - Desgrippes) finit 6e de la finale de la régate de qualification olympique de Lucerne (Suisse, 15-16 mai 2021) alors que seulement les deux premiers étaient qualifiés. |
| Quatre sans barreur hommes         | Aucun quota obtenu. Le bateau français (Mortelette - Verhoeven - Brunet - Demey) finit 3e de la finale de la régate de qualification olympique de Lucerne (Suisse, 15-16 mai 2021) alors que seulement les deux premiers étaient qualifiés.         |
| Huit hommes                        | Aucun quota obtenu. |
| Deux de couple poids légers hommes | Aucun quota obtenu. Le bateau français (Beurey - Marcelot) finit 4e de la finale de la régate de qualification olympique de Lucerne (Suisse, 15-16 mai 2021) alors que seulement les deux premiers étaient qualifiés.                               |
| Skiff femmes                       | Aucun quota obtenu. |
| Deux de couple femmes              | La France obtient un quota aux Championnats du monde d'Ottensheim (Autriche, 25 août-1er septembre 2019) grâce à la 6e place d'Hélène Lefebvre et Élodie Ravera-Scaramozzino.                                                                       |
| Deux sans barreur femmes           | Aucun quota obtenu. |
| Quatre de couple femmes            | La France obtient un quota lors de la finale de la régate de qualification olympique de Lucerne (Suisse, 15-16 mai 2021) grâce à la 2e place de Emma Lunatti, Marie Jacquet, Margaux Bailleul et Violaine Aernoudts.                                |
| Quatre sans barreur femmes         | Aucun quota obtenu. |
| Huit femmes                        | Aucun quota obtenu. |
| Deux de couple poids légers femmes | La France obtient un quota aux Championnats du monde d'Ottensheim (Autriche, 25 août-1er septembre 2019) grâce à la 5e place de Laura Tarantola et Claire Bové.                                                                                     |

### Compétition
Les heures sont indiquées en heure française. Pour l'heure japonaise, rajouter 7 heures. La France est présente dans 5 épreuves sur 14 possibles. Elle n'a pas de représentant dans 5 épreuves masculines (skiff, quatre de couple, quatre sans barreur, huit, deux de couple poids légers) et dans 4 épreuves féminines (skiff, deux sans barreur, quatre sans barreur, huit).
| Athlète                           | Compétition                 | Séries                | Séries  | Repêchages              | Repêchages  | Demi-finales               | Demi-finales | Finale                 | Finale                         |
| Athlète                           | Compétition                 | Temps                 | Rang    | Temps                   | Rang        | Temps                      | Rang         | Temps                  | Rang                           |
| --------------------------------- | --------------------------- | --------------------- | ------- | ----------------------- | ----------- | -------------------------- | ------------ | ---------------------- | ------------------------------ |
| Matthieu Androdias Hugo Boucheron | Deux de couple              | Série 1 6 min 10 s 45 | 1er (Q) | Non disputé             | Non disputé | 1/2 finale 1 6 min 20 s 45 | 1er (QA)     | Finale A 6 min 00 s 53 | Médaille d'or, Jeux olympiques |
| Guillaume Turlan Thibaud Turlan   | Deux de pointe sans barreur | Série 2 7 min 9 s 79  | 4e (R)  | Repêchage 6 min 49 s 19 | 2e (Q)      | 1/2 finale 2 6 min 52 s 24 | 6e (QB)      | Finale B 6 min 28 s 01 | 9e                             |

| Athlète                                                        | Compétition                | Séries                | Séries  | Repêchages              | Repêchages  | Demi-finales               | Demi-finales | Finale                 | Finale                             |
| Athlète                                                        | Compétition                | Temps                 | Rang    | Temps                   | Rang        | Temps                      | Rang         | Temps                  | Rang                               |
| -------------------------------------------------------------- | -------------------------- | --------------------- | ------- | ----------------------- | ----------- | -------------------------- | ------------ | ---------------------- | ---------------------------------- |
| Hélène Lefebvre Élodie Ravera-Scaramozzino                     | Deux de couple             | Série 1 6 min 57 s 83 | 3e (Q)  | Non disputé             | Non disputé | 1/2 finale 2 7 min 12 s 68 | 4e (QB)      | Finale B 6 min 58 s 52 | 8e                                 |
| Violaine Aernoudts Margaux Bailleul Marie Jacquet Emma Lunatti | Quatre de couple           | Série 2 6 min 33 s 64 | 5e (R)  | Repêchage 6 min 47 s 41 | 5e (QB)     | -                          | -            | Finale B 6 min 29 s 70 | 9e                                 |
| Claire Bové Laura Tarantola                                    | Deux de couple poids léger | Série 1 7 min 3 s 47  | 1re (Q) | Non disputé             | Non disputé | 1/2 finale 1 6 min 42 s 92 | 2e (QA)      | Finale A 6 min 47 s 68 | Médaille d'argent, Jeux olympiques |

## Badminton

### Qualification
| Épreuves      | Mode de qualification |
| ------------- | --- |
| Simple hommes | Brice Leverdez se qualifie via le classement olympique, classement comprenant les résultats entre le 29 avril 2019 et le 25 avril 2021. Il occupe la 16e place de ce classement (sur 42 qualifiés).                       |
| Simple dames  | Qi Xuefei se qualifie via le classement olympique, classement comprenant les résultats entre le 29 avril 2019 et le 25 avril 2021. Elle occupe la 21e place de ce classement (sur 43 qualifiées).                         |
| Double hommes | Aucun quota obtenu. |
| Double dames  | Aucun quota obtenu. |
| Double mixte  | Thom Gicquel et Delphine Delrue se qualifient via le classement olympique, classement comprenant les résultats entre le 29 avril 2019 et le 25 avril 2021. Ils occupent la 10e place de ce classement (sur 16 qualifiés). |

### Compétition
La liste des quatre joueurs représentant la France aux Jeux olympiques est validée par la Commission consultative de sélections olympiques du CNOSF le 22 juin 2021. Les heures sont indiquées en heure française. Pour l'heure japonaise, rajouter 7 heures. La France est présente dans 3 épreuves sur 5 possibles. Depuis les Jeux olympiques d'été de 2004 à Athènes, la France ne s'était pas qualifiée en double mixte.
Elle n'a pas de représentant en doubles hommes et en double dames.
| Athlète        | Compétition   | Phase de groupes          | Phase de groupes          | Phase de groupes | Phase de groupes | 1/8e de finale   | Quarts de finale | Demi-finales     | Finale           | Rang    |
| Athlète        | Compétition   | Adversaire Score          | Adversaire Score          | Adversaire Score | Rang             | Adversaire Score | Adversaire Score | Adversaire Score | Adversaire Score | Rang    |
| -------------- | ------------- | ------------------------- | ------------------------- | ---------------- | ---------------- | ---------------- | ---------------- | ---------------- | ---------------- | ------- |
| Brice Leverdez | Simple hommes | Bat Pochtarov 21-10, 21-8 | Battu par Lee 17-21, 5-21 | Non disputé      | 2e du gr. M      | Éliminé          | Éliminé          | Éliminé          | Éliminé          | Éliminé |

| Athlète   | Compétition  | Phase de groupes               | Phase de groupes        | Phase de groupes            | Phase de groupes | 1/8e de finale   | Quarts de finale | Demi-finales     | Finale           | Rang     |
| Athlète   | Compétition  | Adversaire Score               | Adversaire Score        | Adversaire Score            | Rang             | Adversaire Score | Adversaire Score | Adversaire Score | Adversaire Score | Rang     |
| --------- | ------------ | ------------------------------ | ----------------------- | --------------------------- | ---------------- | ---------------- | ---------------- | ---------------- | ---------------- | -------- |
| Qi Xuefei | Simple dames | Battue par Nguyen 11-21, 11-21 | Bat Jaquet 21-10, 21-14 | Battue par Tai 10-21, 13-21 | 3e du gr. P      | Éliminée         | Éliminée         | Éliminée         | Éliminée         | Éliminée |

| Athlète                      | Compétition  | Phase de groupes                    | Phase de groupes                                    | Phase de groupes                    | Phase de groupes | 1/8e de finale   | Quarts de finale | Demi-finales     | Finale           | Rang     |
| Athlète                      | Compétition  | Adversaire Score                    | Adversaire Score                                    | Adversaire Score                    | Rang             | Adversaire Score | Adversaire Score | Adversaire Score | Adversaire Score | Rang     |
| ---------------------------- | ------------ | ----------------------------------- | --------------------------------------------------- | ----------------------------------- | ---------------- | ---------------- | ---------------- | ---------------- | ---------------- | -------- |
| Thom Gicquel Delphine Delrue | Double mixte | Battus par Ellis/Smith 18-21, 17-21 | Battus par Puavaranukroh/Taerattanachai 9-21, 15-21 | Battent Hurlburt-Yu/Wu 21-12, 21-13 | 3e du gr. B      | Non disputé      | Éliminés         | Éliminés         | Éliminés         | Éliminés |

## Baseball/Softball

### Qualification
| Épreuves         | Mode de qualification |
| ---------------- | --- |
| Tournoi masculin | La France est éliminée lors des Championnats d'Europe 2019 en perdant un match de classement pour la cinquième place contre l'Allemagne (4-14). Elle finit finalement septième. Il fallait terminer dans les 5 premiers pour accéder au TQO Afrique/Europe, qui donnait une place au vainqueur pour les JO. |
| Tournoi féminin  | La France finit cinquième du TQO Afrique/Europe, qui donnait une place au vainqueur pour les JO. Elle ne passe pas le 1er tour de ce TQO, terminant à la troisième place sur 4 du groupe B. La France bat le Botswana (11-2) mais perd contre l'Italie (1-5) et la République tchèque (1-6).                |

## Basket-ball

### 5x5

#### Qualification
| Épreuves         | Mode de qualification |
| ---------------- | --- |
| Tournoi masculin | L'équipe de France s'est qualifiée pour les Jeux olympiques en se qualifiant pour les demi-finales de la Coupe du monde masculine de basket-ball 2019 en Chine en battant les États-Unis (89-79). Cela lui permet de terminer parmi les deux meilleures nations européennes avec l'Espagne. |
| Tournoi féminin  | L'équipe de France s'est qualifiée pour les Jeux olympiques en terminant première à l'un des trois Tournois de qualification olympique qui se déroulait à Bourges. La France bat l'Australie (72-63), le Brésil (89-72) et Porto-Rico (89-51).                                              |

#### Compétition - Tournoi masculin
Sélection
| #        | Nom                     | Club                          | Âge | Joués | Points |
| -------- | ----------------------- | ----------------------------- | --- | ----- | ------ |
|          | Vincent Collet          |                               |     |       |        |
| Meneurs  |                         |                               |     |       |        |
|          | Andrew Albicy           | CB Gran Canaria               | 31  | 2     | 0      |
|          | Thomas Heurtel          | Real Madrid                   | 32  | 3     | 32     |
|          | Frank Ntilikina         | New York Knicks               | 23  | 1     | 3      |
| Pivots   |                         |                               |     |       |        |
|          | Moustapha Fall          | ASVEL Lyon-Villeurbanne       | 29  | 3     | 12     |
|          | Rudy Gobert             | Utah Jazz                     | 29  | 3     | 26     |
|          | Vincent Poirier         | Real Madrid                   | 27  | 3     | 27     |
| Ailiers  |                         |                               |     |       |        |
|          | Nicolas Batum           | Los Angeles Clippers          | 32  | 3     | 23     |
|          | Timothé Luwawu-Cabarrot | Brooklyn Nets                 | 26  | 3     | 23     |
|          | Guerschon Yabusele      | ASVEL Lyon-Villeurbanne       | 25  | 3     | 16     |
|          | Petr Cornelie           | Élan Béarnais Pau Lacq-Orthez | 26  | 2     | 5      |
| Arrières |                         |                               |     |       |        |
|          | Nando De Colo           | Fenerbahçe Istanbul           | 34  | 3     | 40     |
|          | Evan Fournier           | Boston Celtics                | 28  | 3     | 52     |

Remplaçant : Isaïa Cordinier ( Nanterre 92, arrière)
Classement
| Rang | Équipe             | Pts | J | G | P | Pp  | Pc  | Diff |
| ---- | ------------------ | --- | - | - | - | --- | --- | ---- |
| 1    | France             | 6   | 3 | 3 | 0 | 259 | 215 | 44   |
| 2    | États-Unis         | 5   | 3 | 2 | 1 | 315 | 233 | 82   |
| 3    | République tchèque | 4   | 3 | 1 | 2 | 245 | 294 | -49  |
| 4    | Iran               | 3   | 3 | 0 | 3 | 206 | 283 | -77  |

Le détail des rencontres de l'équipe de France est le suivant :
Premier tour (les 2 premiers et les 2 meilleurs troisièmes en quart de finale).
| 25 juillet 2021 14h00 (HF) | Rapport | France                                             | 83-76                    | États-Unis                      |  | Super Arena de Saitama, Saitama Affluence : 0 (huis clos) Arbitres : Guilherme Locatelli, Michael Weiland et Manuel Mazzoni |
| 25 juillet 2021 14h00 (HF) | Rapport | Score par quart-temps : 15-22, 22-23, 25-11, 21-20 |                          |                                 |  | Super Arena de Saitama, Saitama Affluence : 0 (huis clos) Arbitres : Guilherme Locatelli, Michael Weiland et Manuel Mazzoni |
| 25 juillet 2021 14h00 (HF) | Rapport | Score par mi-temps : 37-45, 46-31                  |                          |                                 |  | Super Arena de Saitama, Saitama Affluence : 0 (huis clos) Arbitres : Guilherme Locatelli, Michael Weiland et Manuel Mazzoni |
| 25 juillet 2021 14h00 (HF) | Rapport | Fournier 28 Gobert 9 Batum 5                       | Points Rebonds Passes d. | Holiday 18 Adebayo 10 Holiday 4 |  | Super Arena de Saitama, Saitama Affluence : 0 (huis clos) Arbitres : Guilherme Locatelli, Michael Weiland et Manuel Mazzoni |

| 28 juillet 2021 14h00 (HF) | Rapport | République tchèque                                 | 77-97                    | France                          |  | Super Arena de Saitama, Saitama Affluence : 0 (huis clos) Arbitres : Juan Fernandez, Manuel Mazzoni et Leandro Lezcano |
| 28 juillet 2021 14h00 (HF) | Rapport | Score par quart-temps : 28-22, 12-29, 16-26, 21-20 |                          |                                 |  | Super Arena de Saitama, Saitama Affluence : 0 (huis clos) Arbitres : Juan Fernandez, Manuel Mazzoni et Leandro Lezcano |
| 28 juillet 2021 14h00 (HF) | Rapport | Score par mi-temps : 40-51, 37-46                  |                          |                                 |  | Super Arena de Saitama, Saitama Affluence : 0 (huis clos) Arbitres : Juan Fernandez, Manuel Mazzoni et Leandro Lezcano |
| 28 juillet 2021 14h00 (HF) | Rapport | Vesely 19 Balvin 8 Satoransky 10                   | Points Rebonds Passes d. | Fournier 21 Gobert 10 de Colo 8 |  | Super Arena de Saitama, Saitama Affluence : 0 (huis clos) Arbitres : Juan Fernandez, Manuel Mazzoni et Leandro Lezcano |

| 31 juillet 2021 03h00 (HF) | Rapport | Iran                                               | 62-79                    | France                         |  | Super Arena de Saitama, Saitama Affluence : 0 (huis clos) Arbitres : Guilherme Locatelli, Leandro Lezcano et Rabah Noujaim |
| 31 juillet 2021 03h00 (HF) | Rapport | Score par quart-temps : 17-22, 10-24, 20-16, 15-17 |                          |                                |  | Super Arena de Saitama, Saitama Affluence : 0 (huis clos) Arbitres : Guilherme Locatelli, Leandro Lezcano et Rabah Noujaim |
| 31 juillet 2021 03h00 (HF) | Rapport | Score par mi-temps : 27-46, 35-33                  |                          |                                |  | Super Arena de Saitama, Saitama Affluence : 0 (huis clos) Arbitres : Guilherme Locatelli, Leandro Lezcano et Rabah Noujaim |
| 31 juillet 2021 03h00 (HF) | Rapport | Haddadi 18 Haddadi 12 Haddadi 5                    | Points Rebonds Passes d. | Heurtel 16 de Colo 5 de Colo 5 |  | Super Arena de Saitama, Saitama Affluence : 0 (huis clos) Arbitres : Guilherme Locatelli, Leandro Lezcano et Rabah Noujaim |

Quart de finale
| 3 août 2021 17 h 20 (UTC+09:00) | Rapport | Italie                                             | 75-84                    | France                          |  | Saitama Super Arena, Tokyo Arbitres : Roberto Vázquez, Juan Fernández, Steven Anderson |
| 3 août 2021 17 h 20 (UTC+09:00) | Rapport | Score par quart-temps : 25-20, 17-23, 12-21, 21-20 |                          |                                 |  | Saitama Super Arena, Tokyo Arbitres : Roberto Vázquez, Juan Fernández, Steven Anderson |
| 3 août 2021 17 h 20 (UTC+09:00) | Rapport | Score par mi-temps : 42-43, 33-41                  |                          |                                 |  | Saitama Super Arena, Tokyo Arbitres : Roberto Vázquez, Juan Fernández, Steven Anderson |
| 3 août 2021 17 h 20 (UTC+09:00) | Rapport | Fontecchio, 23 Gallinari, 10 Pajola, 6             | Points Rebonds Passes d. | Gobert, 22 Batum, 14 De Colo, 7 |  | Saitama Super Arena, Tokyo Arbitres : Roberto Vázquez, Juan Fernández, Steven Anderson |

Demi-finale
| 5 août 2021 20 h 00 (UTC+09:00) | Rapport | France                                             | 90-89                    | Slovénie                        |  | Saitama Super Arena, Tokyo Arbitres : Guilherme Locatelli Juan Fernández Mārtiņš Kozlovskis |
| 5 août 2021 20 h 00 (UTC+09:00) | Rapport | Score par quart-temps : 27-29, 15-15, 29-21, 19-24 |                          |                                 |  | Saitama Super Arena, Tokyo Arbitres : Guilherme Locatelli Juan Fernández Mārtiņš Kozlovskis |
| 5 août 2021 20 h 00 (UTC+09:00) | Rapport | Score par mi-temps : 42-44, 48-45                  |                          |                                 |  | Saitama Super Arena, Tokyo Arbitres : Guilherme Locatelli Juan Fernández Mārtiņš Kozlovskis |
| 5 août 2021 20 h 00 (UTC+09:00) | Rapport | De Colo, 25 Gobert, 16 De Colo, 5                  | Points Rebonds Passes d. | Tobey, 23 Dončić, 10 Dončić, 18 |  | Saitama Super Arena, Tokyo Arbitres : Guilherme Locatelli Juan Fernández Mārtiņš Kozlovskis |

Finale
| 7 août 2021 11 h 30 (UTC+09:00) | Rapport | France                                                                 | 82-87                               | États-Unis                                                          |  | Saitama Super Arena, Tokyo Arbitres : Guilherme Locatelli Ademir Zurapović Michael Weiland |
| 7 août 2021 11 h 30 (UTC+09:00) | Rapport | Score par quart-temps : 18-22, 21-22, 24-27, 19-16                     |                                     |                                                                     |  | Saitama Super Arena, Tokyo Arbitres : Guilherme Locatelli Ademir Zurapović Michael Weiland |
| 7 août 2021 11 h 30 (UTC+09:00) | Rapport | Score par mi-temps : 39-44, 43-43                                      |                                     |                                                                     |  | Saitama Super Arena, Tokyo Arbitres : Guilherme Locatelli Ademir Zurapović Michael Weiland |
| 7 août 2021 11 h 30 (UTC+09:00) | Rapport | Fournier, Gobert, 16 Rudy Gobert, 8 Nando de Colo, 7 Nando de Colo, 20 | Points Rebonds Passes d. Évaluation | Kevin Durant, 29 Jayson Tatum, 7 Draymond Green, 5 Kevin Durant, 29 |  | Saitama Super Arena, Tokyo Arbitres : Guilherme Locatelli Ademir Zurapović Michael Weiland |

#### Compétition - Tournoi féminin
Sélection
| #        | Nom                     | Club                      | Âge | Joués | Points |
| -------- | ----------------------- | ------------------------- | --- | ----- | ------ |
|          | Valérie Garnier         |                           |     |       |        |
| Meneuses |                         |                           |     |       |        |
|          | Alix Duchet             | Tango Bourges Basket      | 23  | 0     | 0      |
|          | Marine Fauthoux         | ASVEL Lyon-Villeurbanne   | 20  | 0     | 0      |
| Pivots   |                         |                           |     |       |        |
|          | Alexia Chartereau       | Tango Bourges Basket      | 22  | 0     | 0      |
|          | Helena Ciak             | ASVEL Lyon-Villeurbanne   | 31  | 0     | 0      |
|          | Sandrine Gruda          | Schio Basket              | 34  | 0     | 0      |
|          | Endy Miyem              | Flammes Carolo basket     | 33  | 0     | 0      |
|          | Iliana Rupert           | Tango Bourges Basket      | 20  | 0     | 0      |
| Ailières |                         |                           |     |       |        |
|          | Diandra Tchatchouang    | Basket Lattes Montpellier | 30  | 0     | 0      |
|          | Valériane Vukosavljević | Basket Landes             | 27  | 0     | 0      |
| Arrières |                         |                           |     |       |        |
|          | Marine Johannès         | ASVEL Lyon-Villeurbanne   | 26  | 0     | 0      |
|          | Sarah Michel            | Tango Bourges Basket      | 32  | 0     | 0      |
|          | Gabby Williams          | Sopron Basket             | 24  | 0     | 0      |

Remplaçantes : Tima Pouye ( Flammes Carolo Basket, arrière) et Ana Tadić ( Tarbes Gespe Bigorre, pivot).
Classement
| Rang | Équipe     | Pts | J | G | P | Pp  | Pc  | Diff |
| ---- | ---------- | --- | - | - | - | --- | --- | ---- |
| 1    | États-Unis | 6   | 3 | 3 | 0 | 260 | 223 | 37   |
| 2    | Japon      | 5   | 3 | 2 | 1 | 245 | 239 | 6    |
| 3    | France     | 4   | 3 | 1 | 2 | 239 | 229 | 10   |
| 4    | Nigeria    | 3   | 3 | 0 | 3 | 217 | 270 | -53  |

Le détail des rencontres de l'équipe de France est le suivant :
Premier tour (les 2 premiers et les 2 meilleurs troisièmes en quart de finale).
| 27 juillet 2021 10 h 00 (UTC+09:00) | Rapport | Japon                                                              | 74-70                               | France                                                                    |  | Saitama Super Arena, Tokyo Arbitres : Maripier Malo James Boyer Yevgeniy Mikheyev |
| 27 juillet 2021 10 h 00 (UTC+09:00) | Rapport | Score par quart-temps : 13-17, 21-19, 18-13, 22-21                 |                                     |                                                                           |  | Saitama Super Arena, Tokyo Arbitres : Maripier Malo James Boyer Yevgeniy Mikheyev |
| 27 juillet 2021 10 h 00 (UTC+09:00) | Rapport | Score par mi-temps : 34-36, 40-34                                  |                                     |                                                                           |  | Saitama Super Arena, Tokyo Arbitres : Maripier Malo James Boyer Yevgeniy Mikheyev |
| 27 juillet 2021 10 h 00 (UTC+09:00) | Rapport | Saki Hayashi, 12 Himawari Akaho, 9 Rui Machida, 11 Rui Machida, 16 | Points Rebonds Passes d. Évaluation | Sandrine Gruda, 18 Sandrine Gruda, 9 Gabby Williams, 5 Sandrine Gruda, 22 |  | Saitama Super Arena, Tokyo Arbitres : Maripier Malo James Boyer Yevgeniy Mikheyev |

| 30 juillet 2021 17 h 20 (UTC+09:00) | Rapport | France                                                                  | 87-62                               | Nigeria                                                                                       |  | Saitama Super Arena, Tokyo Arbitres : Scott Beker Luis Castillo Samir Abaakil |
| 30 juillet 2021 17 h 20 (UTC+09:00) | Rapport | Score par quart-temps : 18-12, 26-15, 23-15, 20-20                      |                                     |                                                                                               |  | Saitama Super Arena, Tokyo Arbitres : Scott Beker Luis Castillo Samir Abaakil |
| 30 juillet 2021 17 h 20 (UTC+09:00) | Rapport | Score par mi-temps : 44-27, 43-35                                       |                                     |                                                                                               |  | Saitama Super Arena, Tokyo Arbitres : Scott Beker Luis Castillo Samir Abaakil |
| 30 juillet 2021 17 h 20 (UTC+09:00) | Rapport | Sandrine Gruda, 14 Gruda, Williams, 9 Alix Duchet, 5 Gabby Williams, 21 | Points Rebonds Passes d. Évaluation | Promise Amukamara, 11 Kunaiyi-A., Elonu, Nyingifa, 4 Amukamara, Kalu, 3 Promise Amukamara, 10 |  | Saitama Super Arena, Tokyo Arbitres : Scott Beker Luis Castillo Samir Abaakil |

| 2 août 2021 13 h 40 (UTC+09:00) | Rapport | France                                                                   | 82-93                               | États-Unis                                                        |  | Saitama Super Arena, Tokyo Arbitres : Manuel Mazzoni Ferdinand Pascual Gabriela Schaer |
| 2 août 2021 13 h 40 (UTC+09:00) | Rapport | Score par quart-temps : 22-19, 22-31, 23-21, 15-22                       |                                     |                                                                   |  | Saitama Super Arena, Tokyo Arbitres : Manuel Mazzoni Ferdinand Pascual Gabriela Schaer |
| 2 août 2021 13 h 40 (UTC+09:00) | Rapport | Score par mi-temps : 44-50, 38-43                                        |                                     |                                                                   |  | Saitama Super Arena, Tokyo Arbitres : Manuel Mazzoni Ferdinand Pascual Gabriela Schaer |
| 2 août 2021 13 h 40 (UTC+09:00) | Rapport | Endéné Miyem, 15 Sandrine Gruda, 6 Marine Johannès, 7 Sandrine Gruda, 15 | Points Rebonds Passes d. Évaluation | A'ja Wilson, 22 Wilson, Stewart, 7 Jewell Loyd, 8 A'ja Wilson, 32 |  | Saitama Super Arena, Tokyo Arbitres : Manuel Mazzoni Ferdinand Pascual Gabriela Schaer |

Quart de finale
| 4 août 2021 21 h 00 (UTC+09:00) | Rapport | Espagne                                            | 64-67                    | France                                               |  | Saitama Super Arena, Tokyo Arbitres : Manuel Mazzoni Andreia Silva Scott Beker |
| 4 août 2021 21 h 00 (UTC+09:00) | Rapport | Score par quart-temps : 16-21, 14-15, 18-19, 16-12 |                          |                                                      |  | Saitama Super Arena, Tokyo Arbitres : Manuel Mazzoni Andreia Silva Scott Beker |
| 4 août 2021 21 h 00 (UTC+09:00) | Rapport | Score par mi-temps : 30-36, 34-31                  |                          |                                                      |  | Saitama Super Arena, Tokyo Arbitres : Manuel Mazzoni Andreia Silva Scott Beker |
| 4 août 2021 21 h 00 (UTC+09:00) | Rapport | Astou Ndour, 16 Astou Ndour, 11 Laura Gil, 4       | Points Rebonds Passes d. | Marine Johannès, 18 trois joueuses, 5 Alix Duchet, 5 |  | Saitama Super Arena, Tokyo Arbitres : Manuel Mazzoni Andreia Silva Scott Beker |

Demi-finale
| 6 août 2021 20 h 00 (UTC+09:00) | Rapport | Japon                                                                    | 87-71                               | France                                                                    |  | Saitama Super Arena, Tokyo Arbitres : Maripier Malo Luis Castillo Yevgeniy Mikheyev |
| 6 août 2021 20 h 00 (UTC+09:00) | Rapport | Score par quart-temps : 14–22, 27–12, 27–16, 19–21                       |                                     |                                                                           |  | Saitama Super Arena, Tokyo Arbitres : Maripier Malo Luis Castillo Yevgeniy Mikheyev |
| 6 août 2021 20 h 00 (UTC+09:00) | Rapport | Score par mi-temps : 41–34, 46–37                                        |                                     |                                                                           |  | Saitama Super Arena, Tokyo Arbitres : Maripier Malo Luis Castillo Yevgeniy Mikheyev |
| 6 août 2021 20 h 00 (UTC+09:00) | Rapport | Himawari Akaho, 17 Akaho, Miyazawa, 7 Rui Machida, 18 Himawari Akaho, 24 | Points Rebonds Passes d. Évaluation | Sandrine Gruda, 18 Gabby Williams, 8 Gabby Williams, 7 Sandrine Gruda, 19 |  | Saitama Super Arena, Tokyo Arbitres : Maripier Malo Luis Castillo Yevgeniy Mikheyev |

3e place
| 7 août 2021 16 h 00 (UTC+09:00) | Rapport | Serbie                                                                     | 76-91                               | France                                                                             |  | Saitama Super Arena, Tokyo Arbitres : Juan Fernández Amy Bonner Takaki Kato |
| 7 août 2021 16 h 00 (UTC+09:00) | Rapport | Score par quart-temps : 23-19, 17-24, 16-24, 20-24                         |                                     |                                                                                    |  | Saitama Super Arena, Tokyo Arbitres : Juan Fernández Amy Bonner Takaki Kato |
| 7 août 2021 16 h 00 (UTC+09:00) | Rapport | Score par mi-temps : 40-43, 36-48                                          |                                     |                                                                                    |  | Saitama Super Arena, Tokyo Arbitres : Juan Fernández Amy Bonner Takaki Kato |
| 7 août 2021 16 h 00 (UTC+09:00) | Rapport | Yvonne Anderson, 24 Sonja Vasić, 8 Brooks, Anderson, 5 Yvonne Anderson, 25 | Points Rebonds Passes d. Évaluation | Gabby Williams, 17 Gabby Williams, 8 Gruda, Michel, Williams, 4 Gabby Williams, 26 |  | Saitama Super Arena, Tokyo Arbitres : Juan Fernández Amy Bonner Takaki Kato |

### 3x3

#### Qualification
| Épreuves         | Mode de qualification |
| ---------------- | --- |
| Tournoi masculin | La France est éliminée lors du Tournoi de qualification olympique qui a eu lieu à Graz du 27 au 30 mai 2021 en perdant contre la Lettonie (15-21) dans le match pour la troisième place. Seules les trois premières équipes se qualifiaient pour les Jeux. |
| Tournoi féminin  | La France se qualifie lors du Tournoi de qualification olympique qui a eu lieu à Graz du 27 au 30 mai 2021 en battant le Japon en demi-finale (15-14). Les trois premières équipes se qualifiaient pour les JO.                                            |

#### Compétition - Tournoi féminin
Sélection
| #           | Nom                             | Club                      | Âge | Points |
| ----------- | ------------------------------- | ------------------------- | --- | ------ |
| Entraîneurs | Karim Souchu et Richard Billant |                           |     |        |
| 11          | Ana-Maria Filip                 | Basket Lattes Montpellier | 32  | 39     |
| 12          | Laëtitia Guapo                  | Tango Bourges             | 25  | 35     |
| 5           | Marie-Ève Paget                 | Basket Landes             | 26  | 36     |
| 28          | Mamignan Touré                  | Basket Lattes Montpellier | 26  | 54     |

Remplaçantes : Caroline Hériaud ( Roche Vendée Basket Club) et Marie Mané ( Nantes Rezé Basket).
Les résultats de la poule de la France sont :
Classement de la phase de groupe
| Rang | Équipe     | %  | J | G | P | Pp  | Moy. |
| ---- | ---------- | -- | - | - | - | --- | ---- |
| 1    | États-Unis | 86 | 7 | 6 | 1 | 136 | 19,4 |
| 2    | ROC        | 71 | 7 | 5 | 2 | 129 | 18,4 |
| 3    | Chine      | 71 | 7 | 5 | 2 | 127 | 18,1 |
| 4    | Japon      | 71 | 7 | 5 | 2 | 130 | 18,6 |
| 5    | France     | 57 | 7 | 4 | 3 | 118 | 16,9 |
| 6    | Italie     | 29 | 7 | 2 | 5 | 98  | 14   |
| 7    | Roumanie   | 14 | 7 | 1 | 6 | 89  | 12,7 |
| 8    | Mongolie   | 0  | 7 | 0 | 7 | 79  | 11,3 |

Le détail des rencontres de l'équipe de France est le suivant :
Premier tour (les 2 premiers directement en demi-finale, les équipes classées de 3 à 6 en quart de finale, les 2 derniers éliminés).
| 24 juillet 2021 17 h 55 (UTC+09:00) | Rapport | États-Unis | 17-10  | France          |  | Parc des sports urbains d'Aomi, Tokyo Arbitres : Jasmina Juras Edmond Ho |
| 24 juillet 2021 17 h 55 (UTC+09:00) | Rapport | Dolson, 7  | Points | Paget, Touré, 3 |  | Parc des sports urbains d'Aomi, Tokyo Arbitres : Jasmina Juras Edmond Ho |

| 24 juillet 2021 21 h 25 (UTC+09:00) | Rapport | France          | 19-16  | Italie    |  | Parc des sports urbains d'Aomi, Tokyo Arbitres : Shi Qirong Jasmina Juras |
| 24 juillet 2021 21 h 25 (UTC+09:00) | Rapport | Filip, Guapo, 6 | Points | D’Alie, 8 |  | Parc des sports urbains d'Aomi, Tokyo Arbitres : Shi Qirong Jasmina Juras |

| 25 juillet 2021 17 h 55 (UTC+09:00) | Rapport | Japon             | 19-15  | France   |  | Parc des sports urbains d'Aomi, Tokyo Arbitres : Evgeny Ostrovskiy Vanessa Devlin |
| 25 juillet 2021 17 h 55 (UTC+09:00) | Rapport | trois joueuses, 5 | Points | Paget, 6 |  | Parc des sports urbains d'Aomi, Tokyo Arbitres : Evgeny Ostrovskiy Vanessa Devlin |

| 25 juillet 2021 21 h 00 (UTC+09:00) | Rapport | Chine            | 20-13  | France   |  | Parc des sports urbains d'Aomi, Tokyo Arbitres : Glenn Tuitt Evgeny Ostrovskiy |
| 25 juillet 2021 21 h 00 (UTC+09:00) | Rapport | Wang L., Yang, 7 | Points | Touré, 5 |  | Parc des sports urbains d'Aomi, Tokyo Arbitres : Glenn Tuitt Evgeny Ostrovskiy |

| 26 juillet 2021 17 h 30 (UTC+09:00) | Rapport | France   | 22-18  | Mongolie               |  | Parc des sports urbains d'Aomi, Tokyo Arbitres : Evgeny Ostrovskiy Sara El-Sharnouby |
| 26 juillet 2021 17 h 30 (UTC+09:00) | Rapport | Guapo, 9 | Points | Tserenlkham, Khulan, 7 |  | Parc des sports urbains d'Aomi, Tokyo Arbitres : Evgeny Ostrovskiy Sara El-Sharnouby |

| 26 juillet 2021 21 h 25 (UTC+09:00) | Rapport | France    | 17-14  | ROC                         |  | Parc des sports urbains d'Aomi, Tokyo Arbitres : Jasmina Juras Shi Qirong |
| 26 juillet 2021 21 h 25 (UTC+09:00) | Rapport | Touré, 10 | Points | O. Frolkina, E. Frolkina, 4 |  | Parc des sports urbains d'Aomi, Tokyo Arbitres : Jasmina Juras Shi Qirong |

| 27 juillet 2021 17 h 00 (UTC+09:00) | Rapport | France    | 22-12  | Roumanie               |  | Parc des sports urbains d'Aomi, Tokyo Arbitres : Glenn Tuitt Su Yu-yen |
| 27 juillet 2021 17 h 00 (UTC+09:00) | Rapport | Touré, 11 | Points | Ursu-Kim, Stoenescu, 4 |  | Parc des sports urbains d'Aomi, Tokyo Arbitres : Glenn Tuitt Su Yu-yen |

Phase finale
|  | Quarts de finale | Quarts de finale | Quarts de finale | Quarts de finale |                               |                               | Demi-finales                  | Demi-finales                  | Demi-finales | Demi-finales |        |        | Finale | Finale | Finale | Finale |
|  |                  |                  |                  |                  |                               |                               |                               |                               |              |              |        |        |        |        |        |        |
|  |                  |                  |                  |                  |                               |                               |                               |                               |              |              |        |        |        |        |        |        |
|  |                  |                  |                  |                  |                               |                               |                               |                               |              |              |        |        |        |        |        |        |
|  |                  |                  |                  |                  |                               |                               |                               |                               |              |              |        |        |        |        |        |        |
|  |                  |                  |                  |                  |                               |                               |                               |                               |              |              |        |        |        |        |        |        |
|  |                  |                  |                  |                  |                               |                               |                               |                               |              |              |        |        |        |        |        |        |
|  | 1er              | États-Unis       | 18               | 18               |                               |                               |                               |                               |              |              |        |        |        |        |        |        |
|  | 1er              | États-Unis       | 18               | 18               |                               |                               |                               |                               |              |              |        |        |        |        |        |        |
|  |                  |                  | 5e               | France           | 16                            | 16                            |                               |                               |              |              |        |        |        |        |        |        |
|  | 4e               | Japon            | 5e               | France           | 16                            | 16                            | 14                            | 14                            |              |              |        |        |        |        |        |        |
|  | 4e               | Japon            |                  |                  |                               |                               |                               | 14                            |              |              |        |        |        |        |        |        |
|  | 5e               | France           | 16               | 16               |                               |                               |                               |                               |              |              |        |        |        |        |        |        |
|  | 5e               | France           | 16               | 16               | États-Unis                    | États-Unis                    | 18                            | 18                            |              |              |        |        |        |        |        |        |
|  |                  |                  |                  |                  | États-Unis                    | États-Unis                    | 18                            | 18                            |              |              |        |        |        |        |        |        |
|  |                  |                  | ROC              | ROC              | 15                            | 15                            |                               |                               |              |              |        |        |        |        |        |        |
|  |                  |                  |                  |                  | 15                            | 15                            |                               |                               |              |              |        |        |        |        |        |        |
|  |                  |                  |                  |                  |                               |                               |                               |                               |              |              |        |        |        |        |        |        |
|  |                  |                  |                  |                  |                               |                               |                               |                               |              |              |        |        |        |        |        |        |
|  | 2e               | ROC              | 21               | 21               | Match pour la troisième place | Match pour la troisième place | Match pour la troisième place | Match pour la troisième place |              |              |        |        |        |        |        |        |
|  | 2e               | ROC              | 21               | 21               | Match pour la troisième place | Match pour la troisième place | Match pour la troisième place | Match pour la troisième place |              |              |        |        |        |        |        |        |
|  |                  |                  | 3e               | Chine            | 14                            | 14                            |                               |                               |              |              |        |        |        |        |        |        |
|  | 3e               | Chine            | 3e               | Chine            | 14                            | 14                            | 19                            | 19                            |              |              |        |        |        |        |        |        |
|  | 3e               | Chine            |                  |                  |                               |                               |                               | 19                            |              |              | France | France | 14     | 14     |        |        |
|  | 6e               | Italie           | 13               | 13               |                               |                               |                               |                               |              |              | France | France | 14     | 14     |        |        |
|  | 6e               | Italie           | 13               | 13               | Chine                         | Chine                         | 16                            | 16                            |              |              |        |        |        |        |        |        |
|  |                  |                  |                  |                  |                               |                               |                               |                               |              |              |        |        |        |        |        |        |

Quart de finale (barrage)
| 27 juillet 2021 21 h 50 (UTC+09:00) | Rapport | Japon        | 14-16  | France   |  | Parc des sports urbains d'Aomi, Tokyo Arbitres : Cecília Tóth Evgeny Ostrovskiy |
| 27 juillet 2021 21 h 50 (UTC+09:00) | Rapport | Shinozaki, 7 | Points | Paget, 5 |  | Parc des sports urbains d'Aomi, Tokyo Arbitres : Cecília Tóth Evgeny Ostrovskiy |

Demi-finale
| 28 juillet 2021 17 h 00 (UTC+09:00) | Rapport | États-Unis    | 18-16  | France   |  | Parc des sports urbains d'Aomi, Tokyo Arbitres : Jasmina Juras Vlad Ghizdareanu |
| 28 juillet 2021 17 h 00 (UTC+09:00) | Rapport | Gray, Plum, 6 | Points | Filip, 8 |  | Parc des sports urbains d'Aomi, Tokyo Arbitres : Jasmina Juras Vlad Ghizdareanu |

3e place
| 28 juillet 2021 20 h 45 (UTC+09:00) | Rapport | France   | 14-16  | Chine      |  | Parc des sports urbains d'Aomi, Tokyo Arbitres : Evgeny Ostrovskiy Jasmina Juras |
| 28 juillet 2021 20 h 45 (UTC+09:00) | Rapport | Touré, 8 | Points | Wang L., 9 |  | Parc des sports urbains d'Aomi, Tokyo Arbitres : Evgeny Ostrovskiy Jasmina Juras |

## Boxe

### Qualification
| Épreuves                                  | Mode de qualification |
| ----------------------------------------- | --- |
| Poids mouches hommes (moins de 52 kg)     | Billal Bennama se qualifie lors du tournoi européen de qualification olympique en battant Hamza Touba (5 juges à 0) en 8e de finale. Les 8 premiers se qualifiaient pour les JO.                                                             |
| Poids coqs hommes (moins de 57 kg)        | Samuel Kistohurry se qualifie lors du tournoi européen de qualification olympique en battant Vasile Usturoi (5 juges à 0) en 8e de finale. Les 8 premiers se qualifiaient pour les JO.                                                       |
| Poids légers hommes (moins de 63 kg)      | Sofiane Oumiha se qualifie lors du tournoi européen de qualification olympique en battant Alexandru Paraschiv (4 juges à 1) en 8e de finale. Les 8 premiers se qualifiaient pour les JO.                                                     |
| Poids welters hommes (moins de 69 kg)     | Wahid Hambli est éliminé en 8e de finale du tournoi européen de qualification olympique, battu par Aidan Walsh (1 juge à 4). Les 6 premiers se qualifiaient pour les Jeux.                                                                   |
| Poids moyens hommes (moins de 75 kg)      | Victor Yoka est éliminé au premier tour du tournoi européen de qualification olympique, battu par Lewis Richardson (0 juge à 5). Les 6 premiers se qualifiaient pour les Jeux.                                                               |
| Poids mi-lourds hommes (moins de 81 kg)   | Gaëtan Ntambwe est éliminé au premier tour du tournoi européen de qualification olympique, battu par Imam Khataev (KO). Les 6 premiers se qualifiaient pour les Jeux.                                                                        |
| Poids lourds hommes (moins de 91 kg)      | Wilfried Florentine est éliminé en 8e de finale du tournoi européen de qualification olympique, battu par Muslim Gadzhimagomedov (0 juge à 5). Les 4 premiers se qualifiaient pour les Jeux.                                                 |
| Poids super-lourds hommes (plus de 91 kg) | Mourad Aliev se qualifie lors du tournoi européen de qualification olympique en battant Giorgi Tchigladze (5 juges à 0) en quart de finale. Les 4 premiers se qualifiaient pour les JO.                                                      |
| Poids mouches femmes (moins de 51 kg)     | Wassila Lkhadiri est éliminée au premier tour du tournoi européen de qualification olympique, battue par Stoyka Krasteva (0 juge à 5). Les 6 premières se qualifiaient pour les Jeux.                                                        |
| Poids coqs femmes (moins de 57 kg)        | Mona Mestiaen est éliminée au premier tour du tournoi européen de qualification olympique, battue par Michaela Walsh (1 juge à 4). Les 6 premières se qualifiaient pour les Jeux.                                                            |
| Poids légers femmes (moins de 60 kg)      | Maïva Hamadouche se qualifie lors du tournoi européen de qualification olympique en battant Kata Pribojszki (5 juges à 0) en match de repêchage pour l'un des deux derniers billets olympiques. Les 6 premières se qualifiaient pour les JO. |
| Poids welters femmes (moins de 69 kg)     | Émilie Sonvico est éliminée en match de qualification pour le dernier billet olympique lors du tournoi européen de qualification olympique, battue par Karolina Koszewska (0 juge à 5). Les 5 premières se qualifiaient pour les Jeux.       |
| Poids moyens femmes (moins de 75 kg)      | Davina Michel est éliminée au premier tour du tournoi européen de qualification olympique, battue par Lauren Price (0 juge à 5). Les 4 premières se qualifiaient pour les Jeux.                                                              |

### Compétition
Les heures sont indiquées en heure française. Pour l'heure japonaise, rajouter 7 heures. La France est présente dans 5 épreuves sur 13 possibles. Elle n'a pas de représentant dans 4 épreuves masculines (poids welters, poids moyens, poids mi-lourds, poids lourds) et dans 4 épreuves féminines (poids mouches, poids coqs, poids welters, poids moyens).
| Athlète           | Catégorie             | 1/16e de finale       | 1/8e de finale             | Quart de finale      | Demi-finale         | Finale              | Rang    |
| Athlète           | Catégorie             | Adversaire Résultat   | Adversaire Résultat        | Adversaire Résultat  | Adversaire Résultat | Adversaire Résultat | Rang    |
| ----------------- | --------------------- | --------------------- | -------------------------- | -------------------- | ------------------- | ------------------- | ------- |
| Billal Bennama    | Mouches (-52 kg)      | Exempté               | Battu par Bibossinov 0 - 5 | Éliminé              | Éliminé             | Éliminé             | Éliminé |
| Samuel Kistohurry | Plumes (-57 kg)       | Battu par Ragan 3 - 2 | Éliminé                    | Éliminé              | Éliminé             | Éliminé             | Éliminé |
| Sofiane Oumiha    | Légers (-63 kg)       | Exempté               | Battu par Davis TKO2       | Éliminé              | Éliminé             | Éliminé             | Éliminé |
| Mourad Aliev      | Super-lourds (+91 kg) | Exempté               | Bat Zukhurov 5 - 0         | Battu par Clarke DSQ | Éliminé             | Éliminé             | Éliminé |

| Athlète          | Catégorie       | 1/16e de finale           | 1/8e de finale      | Quart de finale     | Demi-finale         | Finale              | Rang     |
| Athlète          | Catégorie       | Adversaire Résultat       | Adversaire Résultat | Adversaire Résultat | Adversaire Résultat | Adversaire Résultat | Rang     |
| ---------------- | --------------- | ------------------------- | ------------------- | ------------------- | ------------------- | ------------------- | -------- |
| Maïva Hamadouche | Légers (-60 kg) | Battue par Potkonen 1 - 3 | Éliminée            | Éliminée            | Éliminée            | Éliminée            | Éliminée |

## Canoë-kayak

### Course en ligne

#### Qualification
| Épreuves            | Mode de qualification |
| ------------------- | --- |
| K1 - 200 m hommes   | Un quota est obtenu lors des Championnats du monde de Szeged (21-25 août 2019) par Maxime Beaumont, qui termine 4e de la finale. |
| K1 - 1 000 m hommes | Guillaume Burger se qualifie lors de la course européenne de qualification olympique à Szeged (12-13 mai 2021) en terminant 2e de la finale. Mais un imbroglio entre la Fédération internationale et la Fédération française (Burger ne devait pas courir la finale à la base) le prive du quota obtenu. La France a porté réclamation auprès du TAS mais a été déboutée. Cependant, le quota obtenu en K2-1000 m hommes permet à la France d'engager un athlète dans cette catégorie. |
| K2 - 1 000 m hommes | Un quota est obtenu lors des Championnats du monde de Szeged (21-25 août 2019) par Étienne Hubert et Cyrille Carré, qui terminent 3e de la finale. |
| K4 - 500 m hommes   | La qualification de ce bateau dépendait de la qualification ou non de Guillaume Burger en K1-1 000 m. Comme la France a été déboutée par le TAS, elle ne pourra pas aligner de bateau dans cette catégorie. |
| C1 - 1 000 m hommes | Un quota est obtenu lors des Championnats du monde de Szeged (21-25 août 2019) par Adrien Bart, qui termine 3e de la finale. |
| C2 - 1 000 m hommes | Aucun quota obtenu. |
| K1 - 200 m femmes   | La qualification du K4 - 500 m femmes offre un quota à la France sur cette course. |
| K1 - 500 m femmes   | La qualification du K4 - 500 m femmes offre un quota à la France sur cette course. |
| K2 - 500 m femmes   | La qualification du K4 - 500 m femmes offre un quota à la France sur cette course. |
| K4 - 500 m femmes   | Un quota est obtenu lors des Championnats du monde de Szeged (21-25 août 2019) par Sarah Guyot, Léa Jamelot, Sarah Troël et Manon Hostens, qui terminent 5e de la finale. |
| C1 - 200 m femmes   | Aucun quota obtenu. |
| C2 - 500 m femmes   | Aucun quota obtenu. Eugénie Dorange et Anaïs Cattelet passent tout près de la qualification lors de la course européenne de qualification olympique (3e de la finale, seuls les deux premiers bateaux qualifiés). |

#### Compétition
Les heures sont indiquées en heure française. Pour l'heure japonaise, rajouter 7 heures. La France est présente dans 8 épreuves sur 12 possibles. Elle n'a pas de représentant dans 2 épreuves masculines (K4-500 m et C2-1000 m) et dans 2 épreuves féminines (C1-200 m et C2-500 m).
| Athlète                         | Compétition  | Séries         | Séries | Quarts de finale | Quarts de finale | Demi-finales   | Demi-finales | Finale Finale B Finale C | Finale Finale B Finale C |
| Athlète                         | Compétition  | Temps          | Rang   | Temps            | Rang             | Temps          | Rang         | Temps                    | Rang                     |
| ------------------------------- | ------------ | -------------- | ------ | ---------------- | ---------------- | -------------- | ------------ | ------------------------ | ------------------------ |
| Maxime Beaumont                 | K1 – 200 m   | 35 s 259       | 2e     | Exempté          | Exempté          | 36 s 072       | 6e           | 35 s 998                 | 9e                       |
| Étienne Hubert                  | K1 – 1 000 m | 3 min 45 s 072 | 4e     | 3 min 46 s 274   | 2e               | 3 min 27 s 319 | 6e           | 3 min 31 s 553           | 15e                      |
| Guillaume Burger                | K1 – 1 000 m | 3 min 53 s 241 | 4e     | 3 min 52 s 817   | 5e               | Éliminé        | Éliminé      | Éliminé                  | Éliminé                  |
| Guillaume Burger Étienne Hubert | K2 – 1 000 m | 3 min 29 s 296 | 5e     | 3 min 18 s 284   | 5e               | Éliminés       | Éliminés     | Éliminés                 | Éliminés                 |
| Adrien Bart                     | C1 – 1 000 m | 4 min 03 s 771 | 2e     | Exempté          | Exempté          | 4 min 04 s 026 | 1er          | 4 min 06 s 171           | 4e                       |

| Athlète                                               | Compétition | Séries         | Séries | Quarts de finale | Quarts de finale | Demi-finales   | Demi-finales | Finale Finale B Finale C | Finale Finale B Finale C |
| Athlète                                               | Compétition | Temps          | Rang   | Temps            | Rang             | Temps          | Rang         | Temps                    | Rang                     |
| ----------------------------------------------------- | ----------- | -------------- | ------ | ---------------- | ---------------- | -------------- | ------------ | ------------------------ | ------------------------ |
| Vanina Paoletti                                       | K1 – 200 m  | 42 s 334       | 3e     | 43 s 163         | 4e               | Éliminée       | Éliminée     | Éliminée                 | Éliminée                 |
| Léa Jamelot                                           | K1 – 200 m  | 43 s 589       | 6e     | 43 s 338         | 4e               | Éliminée       | Éliminée     | Éliminée                 | Éliminée                 |
| Manon Hostens                                         | K1 – 500 m  | 1 min 53 s 668 | 6e     | 1 min 54 s 095   | 2e               | 1 min 57 s 394 | 6e           | 1 min 58 s 133           | 23e                      |
| Sarah Guyot Manon Hostens                             | K2 – 500 m  | 1 min 45 s 533 | 2e     | Exemptées        | Exemptées        | 1 min 38 s 632 | 3e           | 1 min 40 329             | 7e                       |
| Sarah Guyot Manon Hostens Léa Jamelot Vanina Paoletti | K4 – 500 m  | 1 min 39 s 032 | 5e     | 1 min 37 s 138   | 4e               | 1 min 38 s 202 | 5e           | 1 min 38 s 346           | 9e                       |

### Slalom

#### Qualification
| Épreuves  | Mode de qualification |
| --------- | --- |
| C1 hommes | Cédric Joly obtient un quota olympique pour la France en remportant la médaille d'or aux Championnats du monde 2019 (La Seu d'Urgell, 24-29 septembre 2019). Mais Martin Thomas gagne les sélections françaises devant Denis Gargaud-Chanut et Cédric Joly et se qualifie pour les JO. |
| K1 hommes | Quentin Burgi obtient un quota olympique pour la France en prenant la 11e place lors des Championnats du monde 2019 (La Seu d'Urgell, 24-29 septembre 2019). Mais Boris Neveu gagne les sélections françaises devant Quentin Burgi et Benjamin Renia et se qualifie pour les JO.       |
| C1 femmes | Lucie Baudu obtient un quota olympique pour la France en prenant la 13e place lors des Championnats du monde 2019 (La Seu d'Urgell, 24-29 septembre 2019). Mais Marjorie Delassus gagne les sélections françaises devant Lucie Baudu et Angèle Hug et se qualifie pour les JO.         |
| K1 femmes | Camille Prigent obtient un quota olympique pour la France en prenant la 12e place lors des Championnats du monde 2019 (La Seu d'Urgell, 24-29 septembre 2019). Mais Marie-Zélia Lafont gagne les sélections françaises devant Camille Prigent et se qualifie pour les JO.              |

#### Compétition
Les heures sont indiquées en heure française. Pour l'heure japonaise, rajouter 7 heures. La France est présente dans 4 épreuves sur 4 possibles.
| Athlète       | Compétition  | Séries            | Séries | Séries           | Séries | Séries   | Séries | Demi-finales     | Demi-finales | Finale           | Finale |
| Athlète       | Compétition  | Run 1             | Rang   | Run 2            | Rang   | Meilleur | Rang   | Temps            | Rang         | Temps            | Rang   |
| ------------- | ------------ | ----------------- | ------ | ---------------- | ------ | -------- | ------ | ---------------- | ------------ | ---------------- | ------ |
| Martin Thomas | C-1 masculin | 102 s 75 (Pen 2)  | 7e     | 102 s 83 (Pen 4) | 7e     | 102 s 75 | 9e     | 100 s 65 (Pen 0) | 1er          | 104 s 98 (Pen 0) | 5e     |
| Boris Neveu   | K-1 masculin | 147 s 12 (Pen 50) | 21e    | 91 s 78 (Pen 0)  | 5e     | 91 s 78  | 5e     | 94 s 86          | 2e           | 101 s 18 (Pen 4) | 7e     |

| Athlète            | Compétition | Séries           | Séries | Séries            | Séries | Séries   | Séries | Demi-finales     | Demi-finales | Finale           | Finale |
| Athlète            | Compétition | Run 1            | Rang   | Run 2             | Rang   | Meilleur | Rang   | Temps            | Rang         | Temps            | Rang   |
| ------------------ | ----------- | ---------------- | ------ | ----------------- | ------ | -------- | ------ | ---------------- | ------------ | ---------------- | ------ |
| Marjorie Delassus  | C-1 féminin | 121 s 74 (Pen 6) | 12e    | 167 s 47 (Pen 52) | 20e    | 121 s 74 | 17e    | 117 s 71 (Pen 0) | 5e           | 115 s 93 (Pen 0) | 4e     |
| Marie-Zélia Lafont | K-1 féminin | 121 s 48 (Pen 6) | 19e    | 110 s 25 (Pen 2)  | 11e    | 110 s 25 | 14e    | Éliminée         | Éliminée     | Éliminée         | 14e    |

## Cyclisme

### Cyclisme sur route

#### Qualification
| Épreuves                | Mode de qualification |
| ----------------------- | --- |
| Course en ligne hommes  | La France se classe 4e du classement olympique de l'UCI, ce qui lui donne un quota de 5 coureurs pour la course en ligne.                  |
| Contre-la-montre hommes | La France obtient un quota d'un coureur pour le contre-la-montre grâce à sa 4e place au classement olympique de l'UCI.                     |
| Course en ligne femmes  | La France se classe 15e du classement olympique de l'UCI, ce qui lui donne un quota d'une coureuse pour la course en ligne.                |
| Contre-la-montre femmes | La France obtient un quota d'une coureuse grâce à la 15e place de Juliette Labous lors des Championnats du monde de contre-la-montre 2019. |

#### Compétition
Les heures sont indiquées en heure française. Pour l'heure japonaise, rajouter 7 heures. La France est présente dans 4 épreuves sur 4 possibles.
| Athlète          | Compétition      | Temps           | Rang |
| ---------------- | ---------------- | --------------- | ---- |
| Rémi Cavagna     | Contre-la-montre | 58 min 39 s 06  | 17e  |
| David Gaudu      | Course en ligne  | 6 h 6 min 33 s  | 7e   |
| Guillaume Martin | Course en ligne  | 6 h 11 min 46 s | 27e  |
| Kenny Elissonde  | Course en ligne  | 6 h 15 min 38 s | 38e  |
| Benoît Cosnefroy | Course en ligne  | 6 h 16 min 53 s | 57e  |
| Rémi Cavagna     | Course en ligne  | DNF             | DNF  |

| Athlète         | Compétition      | Temps          | Rang |
| --------------- | ---------------- | -------------- | ---- |
| Juliette Labous | Contre-la-montre | 32 min 42 s 14 | 9e   |
| Juliette Labous | Course en ligne  | 3 h 56 min 7 s | 30e  |

### Cyclisme sur piste

#### Qualifications
| Épreuves                     | Mode de qualification |
| ---------------------------- | --- |
| Vitesse par équipes hommes   | La France se classe deuxième du classement olympique de vitesse par équipes de l'UCI, ce qui lui donne une place pour cette épreuve par équipes.                                                       |
| Vitesse individuelle hommes  | Grâce à sa deuxième place au classement olympique de vitesse par équipes de l'UCI, la France obtient deux quotas pour la vitesse individuelle.                                                         |
| Keirin hommes                | Grâce à sa deuxième place au classement olympique de vitesse par équipes de l'UCI, la France obtient deux quotas pour le keirin.                                                                       |
| Poursuite par équipes hommes | La France finit 9e du classement olympique de poursuite par équipes de l'UCI mais seulement les 8 premières équipes se qualifiaient pour les Jeux.                                                     |
| Américaine hommes            | La France finit 4e du classement olympique de l'américaine de l'UCI, ce qui lui donne une place pour l'américaine.                                                                                     |
| Omnium hommes                | Grâce à sa 4e place au classement olympique de l'américaine de l'UCI, la France obtient un quota pour l'omnium.                                                                                        |
| Vitesse par équipes femmes   | La France finit 33e du classement olympique de vitesse par équipes de l'UCI. Les 8 premières équipes se qualifiaient pour les Jeux.                                                                    |
| Vitesse individuelle femmes  | Grâce à sa 11e place au classement olympique de vitesse individuelle de l'UCI et à sa 9e place au classement olympique du keirin de l'UCI, la France obtient deux quotas pour la vitesse individuelle. |
| Keirin femmes                | Grâce à sa 11e place au classement olympique de vitesse individuelle de l'UCI et à sa 9e place au classement olympique de keirin de l'UCI, la France obtient deux quotas pour le keirin.               |
| Poursuite par équipes femmes | La France finit 8e du classement olympique de poursuite par équipes de l'UCI, ce qui lui donne une place pour cette épreuve.                                                                           |
| Américaine femmes            | Grâce à sa 8e place au classement olympique de poursuite par équipes de l'UCI, la France obtient un quota pour l'américaine.                                                                           |
| Omnium femmes                | La France finit 13e du classement olympique de l'omnium de l'UCI, ce qui lui donne un quota pour l'omnium.                                                                                             |

#### Compétition
Les heures sont indiquées en heure française. Pour l'heure japonaise, rajouter 7 heures. La France est présente dans 10 épreuves sur 12 possibles. Elle n'a pas de représentant en poursuite par équipes hommes et en vitesse par équipes femmes.
Hommes
| Athlète                                                                     | Compétition                 | Qualification | Qualification | 32e de finale                       | Repêchages 1                  | 16e de finale               | Repêchages 2                | 8e de finale               | Repêchages 3                               | Quarts de finale                       | Demi-finales             | Finale Match de classement       | Finale Match de classement          |
| Athlète                                                                     | Compétition                 | Temps Vitesse | Rang          | Adversaire Temps Vitesse            | Adversaire Temps Vitesse      | Adversaire Temps Vitesse    | Adversaire Temps Vitesse    | Adversaire Temps Vitesse   | Adversaire Temps Vitesse                   | Adversaire Temps Vitesse               | Adversaire Temps Vitesse | Adversaire Temps Vitesse         | Rang                                |
| --------------------------------------------------------------------------- | --------------------------- | ------------- | ------------- | ----------------------------------- | ----------------------------- | --------------------------- | --------------------------- | -------------------------- | ------------------------------------------ | -------------------------------------- | ------------------------ | -------------------------------- | ----------------------------------- |
| Sébastien Vigier                                                            | Vitesse individuelle hommes | 9 s 551       | 10e           | Bat Barrette + 0 s 020              | Non couru                     | Battu par Webster + 0 s 038 | Bat J. Tjon En Fa + 0 s 085 | Battu par Carlin + 0 s 172 | Bat Webster + 0 s 101 Bat Sahrom + 0 s 138 | Battu par Hoogland + 2 s 440 + 0 s 059 | Éliminé                  | Battu par Levy et Paul + 0 s 684 | 7e                                  |
| Rayan Helal                                                                 | Vitesse individuelle hommes | 9 s 669       | 20e           | Battu par Dmitriev + 0 s 479        | Battu par Bötticher + 0 s 032 | Éliminé                     | Éliminé                     | Éliminé                    | Éliminé                                    | Éliminé                                | Éliminé                  | Éliminé                          | Éliminé                             |
| Florian Grengbo Rayan Helal Sébastien Vigier Melvin Landerneau (remplaçant) | Vitesse par équipes hommes  | 42 s 722      | 4e            | Battent Nouvelle-Zélande + 42 s 294 | NC                            | NC                          | NC                          | NC                         | NC                                         | NC                                     | NC                       | Battent Australie + 42 s 331     | Médaille de bronze, Jeux olympiques |

| Athlète          | Compétition   | 1er tour | Repêchages | Quarts de finale | Demi-finales | Finale (1-6) ou classement (7-12) |
| Athlète          | Compétition   | Rang     | Rang       | Rang             | Rang         | Rang                              |
| ---------------- | ------------- | -------- | ---------- | ---------------- | ------------ | --------------------------------- |
| Rayan Helal      | Keirin hommes | 1er      | Non couru  | 3e               | 4e           | 10e                               |
| Sébastien Vigier | Keirin hommes | 6e       | 3e         | Éliminé          | Éliminé      | Éliminé                           |

| Athlète         | Compétition   | Scratch | Course tempo | Élimination | Course aux points | Course aux points | Total | Rang |
| Athlète         | Compétition   | Rang    | Rang         | Rang        | Points            | Rang              | Total | Rang |
| --------------- | ------------- | ------- | ------------ | ----------- | ----------------- | ----------------- | ----- | ---- |
| Benjamin Thomas | Omnium hommes | 2e      | 2e           | 6e          | 12                | 19e               | 118   | 4e   |

| Athlète                                                     | Épreuve                      | Points | Tours | Classement                          |
| ----------------------------------------------------------- | ---------------------------- | ------ | ----- | ----------------------------------- |
| Benjamin Thomas Donavan Grondin Morgan Kneisky (remplaçant) | Course à l'américaine hommes | 40     | 12    | Médaille de bronze, Jeux olympiques |

Femmes
| Athlète       | Compétition                 | Qualification | Qualification | 32e de finale            | Repêchages 1             | 16e de finale            | Repêchages 2             | 8e de finale             | Repêchages 3                | Quarts de finale         | Demi-finales             | Finale Match de classement | Finale Match de classement |
| Athlète       | Compétition                 | Temps Vitesse | Rang          | Adversaire Temps Vitesse | Adversaire Temps Vitesse | Adversaire Temps Vitesse | Adversaire Temps Vitesse | Adversaire Temps Vitesse | Adversaire Temps Vitesse    | Adversaire Temps Vitesse | Adversaire Temps Vitesse | Adversaire Temps Vitesse   | Rang                       |
| ------------- | --------------------------- | ------------- | ------------- | ------------------------ | ------------------------ | ------------------------ | ------------------------ | ------------------------ | --------------------------- | ------------------------ | ------------------------ | -------------------------- | -------------------------- |
| Mathilde Gros | Vitesse individuelle femmes | 10 s 400      | 4e            | Bat Lee + 0 s 797        | Non couru                | Bat Kobayashi + 0 s 485  | Non couru                | Battue par Lee + 0 s 019 | Battue par Genest + 0 s 001 | Éliminée                 | Éliminée                 | Éliminée                   | Éliminée                   |
| Coralie Demay | Vitesse individuelle femmes | 11 s 849      | 29e           | Éliminée                 | Éliminée                 | Éliminée                 | Éliminée                 | Éliminée                 | Éliminée                    | Éliminée                 | Éliminée                 | Éliminée                   | Éliminée                   |

| Athlète       | Compétition   | 1er tour | Repêchages | Quarts de finale | Demi-finales | Finale (1-6) ou classement (7-12) |          |
| Athlète       | Compétition   | Rang     | Rang       | Rang             | Rang         | Rang                              |          |
| ------------- | ------------- | -------- | ---------- | ---------------- | ------------ | --------------------------------- | -------- |
| Mathilde Gros | Keirin femmes | 6e       | 2e         | 5e               | Éliminée     | Éliminée                          | Éliminée |
| Coralie Demay | Keirin femmes | 5e       | 4e         | Éliminée         | Éliminée     | Éliminée                          |          |

| Athlète                                                                    | Compétition                  | Qualification  | Qualification | Premier tour                      | Premier tour | Finale                                  | Finale |
| Athlète                                                                    | Compétition                  | Temps          | Rang          | Adversaire Résultat               | Rang         | Adversaire Résultat                     | Rang   |
| -------------------------------------------------------------------------- | ---------------------------- | -------------- | ------------- | --------------------------------- | ------------ | --------------------------------------- | ------ |
| Victoire Berteau Marion Borras Coralie Demay Valentine Fortin Marie Le Net | Poursuite par équipes femmes | 4 min 12 s 502 | 5e            | Battues par Canada 4 min 11 s 888 | 8e           | Battent Nouvelle-Zélande 4 min 10 s 388 | 7e     |

| Athlète       | Compétition   | Scratch | Course tempo | Élimination | Course aux points | Course aux points | Total | Rang |
| Athlète       | Compétition   | Rang    | Rang         | Rang        | Points            | Rang              | Total | Rang |
| ------------- | ------------- | ------- | ------------ | ----------- | ----------------- | ----------------- | ----- | ---- |
| Clara Copponi | Omnium femmes | 13e     | 9e           | 1re         | 5                 | 7e                | 85    | 8e   |

| Athlète                    | Épreuve                      | Points | Tours | Classement |
| -------------------------- | ---------------------------- | ------ | ----- | ---------- |
| Clara Copponi Marie Le Net | Course à l'américaine femmes | 19     | 7     | 5e         |

### VTT

#### Qualification
| Épreuves      | Mode de qualification                                                                                           |
| ------------- | --- |
| Course hommes | La France finit 3e du classement olympique de VTT de l'UCI, ce qui lui donne deux quotas pour la course hommes. |
| Course femmes | La France finit 6e du classement olympique de VTT de l'UCI, ce qui lui donne deux quotas pour la course femmes. |

#### Compétition
Les heures sont indiquées en heure française. Pour l'heure japonaise, rajouter 7 heures. La France est présente dans 2 épreuves sur 2 possibles.
| Athlète         | Compétition              | Temps           | Rang |
| --------------- | ------------------------ | --------------- | ---- |
| Victor Koretzky | Cross-country VTT hommes | 1 h 26 min 0 s  | 5e   |
| Jordan Sarrou   | Cross-country VTT hommes | 1 h 26 min 50 s | 9e   |

| Athlète                | Compétition              | Temps           | Rang |
| ---------------------- | ------------------------ | --------------- | ---- |
| Loana Lecomte          | Cross-country VTT femmes | 1 h 18 min 43 s | 6e   |
| Pauline Ferrand-Prévot | Cross-country VTT femmes | 1 h 20 min 18 s | 10e  |

### BMX racing

#### Qualification
| Épreuves      | Mode de qualification |
| ------------- | --- |
| Course hommes | La France finit 1re du classement olympique de BMX racing de l'UCI, ce qui lui donne trois quotas pour la course hommes. |
| Course femmes | La France finit 3e du classement olympique de BMX racing de l'UCI, ce qui lui donne deux quotas pour la course femmes.   |

#### Compétition
Les heures sont indiquées en heure française. Pour l'heure japonaise, rajouter 7 heures. La France est présente dans 2 épreuves sur 2 possibles.
| Athlète                    | Compétition | Quarts de finale | Quarts de finale | Quarts de finale | Quarts de finale | Quarts de finale | Demi-finales | Demi-finales | Demi-finales | Demi-finales | Demi-finales      | Finale   | Finale |
| Athlète                    | Compétition | Manche 1         | Manche 2         | Manche 3         | Résultat         | Rang             | Manche 1     | Manche 2     | Manche 3     | Résultat     | Rang              | Résultat | Rang   |
| -------------------------- | ----------- | ---------------- | ---------------- | ---------------- | ---------------- | ---------------- | ------------ | ------------ | ------------ | ------------ | ----------------- | -------- | ------ |
| Sylvain André              | BMX hommes  | 1er              | 1er              | 1er              | 3                | Série 1 1er      | 2e           | 3e           | 6e           | 11           | Demi-finale 1 3e  | 40 s 676 | 4e     |
| Romain Mahieu              | BMX hommes  | 2e               | 3e               | 5e               | 9                | Série 1 3e       | 1er          | 2e           | 1er          | 4            | Demi-finale 1 1er | 41 s 952 | 6e     |
| Joris Daudet               | BMX hommes  | 1er              | 1er              | 1er              | 3                | Série 3 1er      | 4e           | 1er          | 3e           | 8            | Demi-finale 2 3e  | DNF      | 7e     |
| Arthur Pilard (remplaçant) | BMX hommes  | -                | -                | -                | -                | -                | -            | -            | -            | -            | -                 | -        | -      |

| Athlète                     | Compétition | Quarts de finale | Quarts de finale | Quarts de finale | Quarts de finale | Quarts de finale | Demi-finales | Demi-finales | Demi-finales | Demi-finales | Demi-finales     | Finale   | Finale   |
| Athlète                     | Compétition | Manche 1         | Manche 2         | Manche 3         | Résultat         | Rang             | Manche 1     | Manche 2     | Manche 3     | Résultat     | Rang             | Résultat | Rang     |
| --------------------------- | ----------- | ---------------- | ---------------- | ---------------- | ---------------- | ---------------- | ------------ | ------------ | ------------ | ------------ | ---------------- | -------- | -------- |
| Axelle Étienne              | BMX femmes  | 3e               | 3e               | 3e               | 9                | Série 2 3e       | 6e           | 3e           | 2e           | 11           | Demi-finale 2 3e | 45 s 853 | 7e       |
| Manon Valentino             | BMX femmes  | 5e               | 5e               | 5e               | 15               | Série 3 5e       | Éliminée     | Éliminée     | Éliminée     | Éliminée     | Éliminée         | Éliminée | Éliminée |
| Camille Maire (remplaçante) | BMX femmes  | -                | -                | -                | -                | -                | -            | -            | -            | -            | -                | -        | -        |

### BMX freestyle

#### Qualification
| Épreuves       | Mode de qualification |
| -------------- | --- |
| Épreuve hommes | La France finit 8e du classement olympique de BMX freestyle de l'UCI, ce qui lui donne un quota pour l'épreuve hommes.      |
| Épreuve femmes | La France finit 11e du classement olympique de BMX freestyle de l'UCI. Seules les 8 premiers pays avaient droit à un quota. |

#### Compétition
Les heures sont indiquées en heure française. Pour l'heure japonaise, rajouter 7 heures. La France est présente dans 1 épreuve sur 2 possibles.
| Athlète                     | Compétition          | Tour de classement | Tour de classement | Tour de classement | Rang | Finale   | Finale   | Finale | Rang |
| Athlète                     | Compétition          | Manche 1           | Manche 2           | Moyenne            | Rang | Manche 1 | Manche 2 | Score  | Rang |
| --------------------------- | -------------------- | ------------------ | ------------------ | ------------------ | ---- | -------- | -------- | ------ | ---- |
| Anthony Jeanjean            | BMX freestyle hommes | 83.00              | 86.30              | 84.65              | 4e   | 78.20    | 51.20    | 78.20  | 7e   |
| Istvan Caillet (remplaçant) | BMX freestyle hommes | -                  | -                  | -                  | -    | -        | -        | -      | -    |

## Équitation

### Dressage
La France se qualifie par le biais du retrait de l'Afrique du Sud et du Brésil lors des qualifications pour les Jeux olympiques de 2020
La France qualifie ainsi 3 cavaliers et une équipe.
| Athlète          | Cheval    | Compétition | Grand Prix | Grand Prix | Grand prix spécial | Grand prix spécial | Grand prix spécial | Grand prix libre | Grand prix libre | Grand prix libre | Total   | Total   |
| Athlète          | Cheval    | Compétition | Score      | Rang       | Score              | Total              | Rang               | Score            | Total            | Rang             | Score   | Rang    |
| ---------------- | --------- | ----------- | ---------- | ---------- | ------------------ | ------------------ | ------------------ | ---------------- | ---------------- | ---------------- | ------- | ------- |
| Maxime Collard   | Cupido PB | Individuel  | 69.068     | 33e        | -                  | -                  | -                  | Éliminé          | Éliminé          | Éliminé          | Éliminé | Éliminé |
| Alexandre Ayache | Zo What   | Individuel  | 68.929     | 34e        | -                  | -                  | -                  | Éliminé          | Éliminé          | Éliminé          | Éliminé | Éliminé |

| Athlète                 | Cheval                | Compétition | Grand Prix | Grand Prix | Grand prix spécial | Grand prix spécial | Grand prix spécial | Grand prix libre | Grand prix libre | Grand prix libre | Total   | Total   |
| Athlète                 | Cheval                | Compétition | Score      | Rang       | Score              | Total              | Rang               | Score            | Total            | Rang             | Score   | Rang    |
| ----------------------- | --------------------- | ----------- | ---------- | ---------- | ------------------ | ------------------ | ------------------ | ---------------- | ---------------- | ---------------- | ------- | ------- |
| Morgan Barbançon-Mestre | Sir Donnerhall II OLD | Individuel  | 70.543     | 24e        | -                  | -                  | -                  | Éliminé          | Éliminé          | Éliminé          | Éliminé | Éliminé |

| Athlète                                                                              | Cheval                                  | Compétition | Grand Prix | Grand Prix | Grand prix spécial | Grand prix spécial | Grand prix spécial | Grand prix libre | Grand prix libre | Grand prix libre | Total | Total |
| Athlète                                                                              | Cheval                                  | Compétition | Score      | Rang       | Score              | Total              | Rang               | Score            | Total            | Rang             | Score | Rang  |
| ------------------------------------------------------------------------------------ | --------------------------------------- | ----------- | ---------- | ---------- | ------------------ | ------------------ | ------------------ | ---------------- | ---------------- | ---------------- | ----- | ----- |
| Alexandre Ayache Morgan Barbançon-Mestre Maxime Collard Isabelle Pinto (remplaçante) | Zo What Sir Donnerhall II OLD Cupido PB | Par équipes | 6715.0     | 9e         | Éliminés           | Éliminés           | Éliminés           | -                | -                | -                | -     | -     |

### Concours complet
La France se qualifie par le biais des Jeux équestres mondiaux de 2018 en finissant à la 3e place.
| Athlète                                         | Cheval                                       | Compétition | Dressage  | Dressage | Cross-country | Cross-country | Cross-country | Saut d'obstacles | Saut d'obstacles | Saut d'obstacles | Saut d'obstacles | Saut d'obstacles | Saut d'obstacles | Total     | Total                               |
| Athlète                                         | Cheval                                       | Compétition | Dressage  | Dressage | Cross-country | Cross-country | Cross-country | Qualification    | Qualification    | Qualification    | Finale           | Finale           | Finale           | Total     | Total                               |
| Athlète                                         | Cheval                                       | Compétition | Pénalités | Rang     | Pénalités     | Total         | Rang          | Pénalités        | Total            | Rang             | Pénalités        | Total            | Rang             | Pénalités | Rang                                |
| ----------------------------------------------- | -------------------------------------------- | ----------- | --------- | -------- | ------------- | ------------- | ------------- | ---------------- | ---------------- | ---------------- | ---------------- | ---------------- | ---------------- | --------- | ----------------------------------- |
| Nicolas Touzaint                                | Absolut Gold                                 | Individuel  | 33.10     | 32e      | 0.40          | 33.50         | 13e           | 0.40             | 33.90            | 10e              | 0.00             | 33.90            | 6e               | 33.90     | 6e                                  |
| Christopher Six                                 | Totem de Brecey                              | Individuel  | 29.60     | 13e      | 1.60          | 31.20         | 8e            | 0.00             | 31.20            | 6e               | 4.00             | 35.20            | 7e               | 35.20     | 7e                                  |
| Karim Laghouag                                  | Triton Fontaine                              | Individuel  | 32.40     | 26e      | 0.00          | 32.40         | 11e           | 4.00             | 36.40            | 13e              | 8.80             | 45.20            | 12e              | 45.20     | 12e                                 |
| Karim Laghouag Nicolas Touzaint Christopher Six | Triton Fontaine Absolut Gold Totem de Brecey | Par équipes | 95.10     | 9e       | 2.00          | 97.10         | 3e            | 4.40             | 101.50           | 3e               | NC               | NC               | NC               | 101.50    | Médaille de bronze, Jeux olympiques |

### Saut d'obstacles
La France se qualifie lors du Championnats d'Europe de dressage et de saut d'obstacles 2019 à Rotterdam en finissant à la 4e place.
Elle qualifie ainsi 3 cavaliers et une équipe.
| Athlète          | Cheval         | Compétition | Qualification | Qualification | Qualification | Qualification | Qualification | Finale    | Finale    | Finale    | Finale  | Finale  |
| Athlète          | Cheval         | Compétition | Pénalités     | Pénalités     | Pénalités     | Temps         | Rang          | Pénalités | Pénalités | Pénalités | Temps   | Rang    |
| Athlète          | Cheval         | Compétition | Saut          | Temps         | Total         | Temps         | Rang          | Saut      | Temps     | Total     | Temps   | Rang    |
| ---------------- | -------------- | ----------- | ------------- | ------------- | ------------- | ------------- | ------------- | --------- | --------- | --------- | ------- | ------- |
| Nicolas Delmotte | Urvoso du Roch | Individuel  | 0.00          | 0.00          | 0.00          | 87.49         | 1er           | 4.00      | 1.00      | 5.00      | 88.04   | 12e     |
| Mathieu Billot   | Quel Filou 13  | Individuel  | 4.00          | 3.00          | 7.00          | 98.99         | 43e           | Éliminé   | Éliminé   | Éliminé   | Éliminé | Éliminé |

| Athlète            | Cheval               | Compétition | Qualification | Qualification | Qualification | Qualification | Qualification | Finale    | Finale    | Finale    | Finale   | Finale   |
| Athlète            | Cheval               | Compétition | Pénalités     | Pénalités     | Pénalités     | Temps         | Rang          | Pénalités | Pénalités | Pénalités | Temps    | Rang     |
| Athlète            | Cheval               | Compétition | Saut          | Temps         | Total         | Temps         | Rang          | Saut      | Temps     | Total     | Temps    | Rang     |
| ------------------ | -------------------- | ----------- | ------------- | ------------- | ------------- | ------------- | ------------- | --------- | --------- | --------- | -------- | -------- |
| Pénélope Leprévost | Vancouver de Lanlore | Individuel  | 8.00          | 2.00          | 10.00         | 96.82         | 52e           | Éliminée  | Éliminée  | Éliminée  | Éliminée | Éliminée |

| Athlète            | Cheval                   | Compétition | Qualification | Qualification | Qualification | Qualification | Qualification | Finale    | Finale    | Finale    | Finale | Finale |
| Athlète            | Cheval                   | Compétition | Pénalités     | Pénalités     | Pénalités     | Temps         | Rang          | Pénalités | Pénalités | Pénalités | Temps  | Rang   |
| Athlète            | Cheval                   | Compétition | Saut          | Temps         | Total         | Temps         | Rang          | Saut      | Temps     | Total     | Temps  | Rang   |
| ------------------ | ------------------------ | ----------- | ------------- | ------------- | ------------- | ------------- | ------------- | --------- | --------- | --------- | ------ | ------ |
| Mathieu Billot     | Quel Filou 13            | Par équipes | 8.00          | 1.00          | 15.00         | 249.27        | 6e            | 0.00      | 1.00      | 2.00 (EL) | 168.46 | 8e     |
| Pénélope Leprévost | Vancouver de Lanlore     | Par équipes | 4.00          | 1.00          | 15.00         | 249.27        | 6e            | EL        | EL        | 2.00 (EL) | 168.46 | 8e     |
| Simon Delestre     | Berlux Z                 | Par équipes | 0.00          | 1.00          | 15.00         | 249.27        | 6e            | 0.00      | 1.00      | 2.00 (EL) | 168.46 | 8e     |
| Nicolas Delmotte   | Urvoso du Roch (forfait) | Par équipes | -             | -             | -             | -             | -             | -         | -         | -         | -      | -      |

## Escalade
Tous les quotas obtenus par l'équipe de France d'escalade sont désormais remplis. La liste ci-dessous est donc complète et définitive.
| Athlète       | Qualification | Qualification | Qualification | Qualification | Qualification | Qualification | Total  | Total  | Finale                  | Finale                         | Finale                            | Finale  | Finale   | Finale | Finale     | Finale     | Total  | Total  |
| Athlète       | Vitesse       | Vitesse       | Bloc          | Bloc          | Difficulté    | Difficulté    | Total  | Total  | Vitesse                 | Vitesse                        | Vitesse                           | Vitesse | Bloc     | Bloc   | Difficulté | Difficulté | Total  | Total  |
| Athlète       | Points        | Class.        | Points        | Class.        | Points        | Class.        | Points | Class. | Quart de finale         | Demi-finale Classement 5-8     | Finale 3e place 5e place 7e place | Class.  | Points   | Class. | Points     | Class.     | Points | Class. |
| ------------- | ------------- | ------------- | ------------- | ------------- | ------------- | ------------- | ------ | ------ | ----------------------- | ------------------------------ | --------------------------------- | ------- | -------- | ------ | ---------- | ---------- | ------ | ------ |
| Mickael Mawem | 5,95          | 3             | 3T4z 4 5      | 1             | 28+           | 11            | 33,00  | 1er    | Bat Coleman 6,36 - 6,45 | Battu par Narasaki 7,05 - 6,02 | Bat Ondra 6,47 - 6,86             | 3       | 1T3z 1 3 | 2      | 23+        | 7          | 42     | 5e     |
| Bassa Mawem   | 5,45          | 1             | 0T1z 0 4      | 18            | 7             | 20            | 360,00 | 7e     | Battu par Ondra DNS     | Battu par Duffy DNS            | Battu par Schubert DNS            | 8       | DNS      | 8      | DNS        | 8          | 512    | 8e     |

| Athlète          | Qualification | Qualification | Qualification | Qualification | Qualification | Qualification | Total   | Total  | Finale                   | Finale                     | Finale                            | Finale   | Finale   | Finale   | Finale     | Finale     | Total    | Total    |
| Athlète          | Vitesse       | Vitesse       | Bloc          | Bloc          | Difficulté    | Difficulté    | Total   | Total  | Vitesse                  | Vitesse                    | Vitesse                           | Vitesse  | Bloc     | Bloc     | Difficulté | Difficulté | Total    | Total    |
| Athlète          | Points        | Class.        | Points        | Class.        | Points        | Class.        | Points  | Class. | Quart de finale          | Demi-finale Classement 5-8 | Finale 3e place 5e place 7e place | Class.   | Points   | Class.   | Points     | Class.     | Points   | Class.   |
| ---------------- | ------------- | ------------- | ------------- | ------------- | ------------- | ------------- | ------- | ------ | ------------------------ | -------------------------- | --------------------------------- | -------- | -------- | -------- | ---------- | ---------- | -------- | -------- |
| Anouck Jaubert   | 7,12          | 2             | 1T1z 4 1      | 13            | 16+           | 15            | 390,00  | 8e     | Bat Garnbret 7,40 - 8,49 | Bat Nonaka 7,51 - 7,76     | Battue par Mirosław 8,84 - 6,84   | 2        | 0T1z 0 2 | 6        | 13+        | 7          | 84       | 6e       |
| Julia Chanourdie | 8,17          | 8             | 0T3z 0 9      | 15            | 25+           | 9             | 1080,00 | 13e    | Éliminée                 | Éliminée                   | Éliminée                          | Éliminée | Éliminée | Éliminée | Éliminée   | Éliminée   | Éliminée | Éliminée |

## Escrime
Les qualifications sont terminés et la France qualifie en tout 18 escrimeurs (9 hommes et 9 femmes); la France qualifie 4 armes au par équipes (épée hommes, sabre femmes et fleuret hommes et femmes), ce qui garantit la qualification de 3 Français en individuel dans chaque arme, excepté le sabre hommes et l'épée femmes où la France a échoué à se qualifier pour les JO de Tokyo ces deux armes au par équipes, mais qui qualifie Caroline Vitalis en épée individuel et Boladé Apithy au sabre individuel.
Dans chaque arme par équipes, l'équipe de France sera composée de 4 escrimeurs.
| Athlète                                                       | N° | Compétition         | 1/32e de finale  | 1/16e de finale                 | 1/8e de finale                   | Quarts de finale              | Demi-finales Match de classement 5-8 | Finale Match pour la médaille de bronze Match pour la 5e place Match pour la 7e place | Rang                           |
| Athlète                                                       | N° | Compétition         | Adversaire Score | Adversaire Score                | Adversaire Score                 | Adversaire Score              | Adversaire Score                     | Adversaire Score                                                                      | Rang                           |
| ------------------------------------------------------------- | -- | ------------------- | ---------------- | ------------------------------- | -------------------------------- | ----------------------------- | ------------------------------------ | ------------------------------------------------------------------------------------- | ------------------------------ |
| Romain Cannone                                                | 23 | Épée individuelle   | NC               | Bat Limardo (10) 15 - 12        | Bat Verwijlen (7) 15 - 11        | Bat Bida (2) 15 - 12          | Bat Reizlin (3) 15 - 12              | Bat Siklósi (1) 15 - 10                                                               | Médaille d'or, Jeux olympiques |
| Alexandre Bardenet                                            | 12 | Épée individuelle   | NC               | Bat McDowald (21) 15 - 12       | Battu par Santarelli (5) 11 - 15 | Éliminé                       | Éliminé                              | Éliminé                                                                               | Éliminé                        |
| Yannick Borel                                                 | 6  | Épée individuelle   | NC               | Battu par El-Sayed (27) 11 - 15 | Éliminé                          | Éliminé                       | Éliminé                              | Éliminé                                                                               | Éliminé                        |
| Alexandre Bardenet Yannick Borel Romain Cannone Daniel Jérent | 1  | Épée par équipes    | NC               | NC                              | NC                               | Battus par Japon (8) 44 - 45  | Battent Suisse (4) 45 - 37           | Battent Ukraine (3) 45 - 39                                                           | 5e                             |
| Enzo Lefort                                                   | 4  | Fleuret individuel  | NC               | Bat Cervantes (36) 15 - 11      | Bat Saitō (20) 15 - 4            | Battu par Garozzo (5) 10 - 15 | Éliminé                              | Éliminé                                                                               | Éliminé                        |
| Julien Mertine                                                | 18 | Fleuret individuel  | NC               | Battu par Cheung (15) 12 - 15   | Éliminé                          | Éliminé                       | Éliminé                              | Éliminé                                                                               | Éliminé                        |
| Maxime Pauty                                                  | 12 | Fleuret individuel  | NC               | Battu par Matsuyama (21) 7 - 15 | Éliminé                          | Éliminé                       | Éliminé                              | Éliminé                                                                               | Éliminé                        |
| Erwann Le Péchoux Enzo Lefort Julien Mertine Maxime Pauty     | 2  | Fleuret par équipes | NC               | NC                              | NC                               | Battent Égypte (7) 45 - 34    | Battent Japon (6) 45 - 42            | Battent ROC (4) 45 - 28                                                               | Médaille d'or, Jeux olympiques |
| Boladé Apithy                                                 | 6  | Sabre individuel    | NC               | Battu par Rahbari (26) 13 - 15  | Éliminé                          | Éliminé                       | Éliminé                              | Éliminé                                                                               | Éliminé                        |

| Athlète                                                   | N° | Compétition         | 1/32e de finale  | 1/16e de finale                  | 1/8e de finale                        | Quarts de finale               | Demi-finales Match de classement 5-8 | Finale Match pour la médaille de bronze Match pour la 5e place Match pour la 7e place | Rang                                |          |
| Athlète                                                   | N° | Compétition         | Adversaire Score | Adversaire Score                 | Adversaire Score                      | Adversaire Score               | Adversaire Score                     | Adversaire Score                                                                      | Rang                                |          |
| --------------------------------------------------------- | -- | ------------------- | ---------------- | -------------------------------- | ------------------------------------- | ------------------------------ | ------------------------------------ | ------------------------------------------------------------------------------------- | ----------------------------------- | -------- |
| Coraline Vitalis                                          | 10 | Épée individuelle   | NC               | Battue par Beljajeva (25) 5 - 15 | Éliminée                              | Éliminée                       | Éliminée                             | Éliminée                                                                              | Éliminée                            |          |
| Ysaora Thibus                                             | 2  | Fleuret individuel  | NC               | Bat Pásztor (31) 15 - 13         | Battue par Korobeynikova (15) 12 - 15 | Éliminée                       | Éliminée                             | Éliminée                                                                              | Éliminée                            | Éliminée |
| Anita Blaze                                               | 21 | Fleuret individuel  | NC               | Battue par Guo (12) 12 - 15      | Éliminée                              | Éliminée                       | Éliminée                             | Éliminée                                                                              | Éliminée                            |          |
| Pauline Ranvier                                           | 14 | Fleuret individuel  | NC               | Battue par Harvey (19) 9 - 15    | Éliminée                              | Éliminée                       | Éliminée                             | Éliminée                                                                              | Éliminée                            |          |
| Anita Blaze Astrid Guyart Pauline Ranvier Ysaora Thibus   | 3  | Fleuret par équipes | NC               | NC                               | NC                                    | Battent Canada (6) 45 - 29     | Battent Italie (2) 45 - 43           | Battues par ROC (1) 34 - 45                                                           | Médaille d'argent, Jeux olympiques  |          |
| Manon Brunet                                              | 4  | Sabre individuel    | NC               | Bat Chadalavada (29) 15 - 7      | Bat Emura (20) 15 - 12                | Bat Nikitina (12) 15 - 5       | Battue par Pozdniakova (16) 10 - 15  | Bat Márton (6) 15 - 6                                                                 | Médaille de bronze, Jeux olympiques |          |
| Cécilia Berder                                            | 11 | Sabre individuel    | NC               | Battue par Choi (22) 11 - 15     | Éliminée                              | Éliminée                       | Éliminée                             | Éliminée                                                                              | Éliminée                            |          |
| Charlotte Lembach                                         | 15 | Sabre individuel    | NC               | Battue par Vecchi (18) 11 - 15   | Éliminée                              | Éliminée                       | Éliminée                             | Éliminée                                                                              | Éliminée                            |          |
| Sara Balzer Cécilia Berder Manon Brunet Charlotte Lembach | 3  | Sabre par équipes   | NC               | NC                               | NC                                    | Battent États-Unis (6) 45 - 30 | Battent Italie (2) 45 - 39           | Battues par ROC (1) 41 - 45                                                           | Médaille d'argent, Jeux olympiques  |          |

## Football

### Qualification
| Épreuves         | Mode de qualification |
| ---------------- | --- |
| Tournoi masculin | L'équipe de France espoirs s'est qualifiée pour les Jeux olympiques en se qualifiant pour les demi-finales du championnat d'Europe espoirs 2019 en Italie (16-30 juin 2019). Elle se qualifie pour les demi-finales en terminant deuxième du groupe C derrière la Roumanie , mais devant l'Angleterre et la Croatie . Elle n'y avait plus participé depuis les Jeux olympiques d'été de 1996. |
| Tournoi féminin  | L'équipe de France est éliminée en quarts de finale de la Coupe du monde 2019 en France (7 juin - 7 juillet 2019) par les États-Unis (1-2). Seules les 3 meilleures équipes européennes se qualifiaient pour les Jeux. Les Pays-Bas, la Suède et l'Angleterre se qualifiant pour les demi-finales, la France est éliminée.                                                                    |

### Sélection
| #          | Nom                         | Club                   | Âge | Joués | But inscrit | Averti | Carton rouge |
| ---------- | --------------------------- | ---------------------- | --- | ----- | ----------- | ------ | ------------ |
|            | Entraîneur : Sylvain Ripoll |                        |     |       |             |        |              |
| Gardiens   |                             |                        |     |       |             |        |              |
|            | Paul Bernardoni             | SCO Angers             | 24  | 3     | 0           | 0      | 0            |
|            | Stefan Bajic                | AS Saint-Étienne       | 19  | 0     | 0           | 0      | 0            |
| Défenseurs |                             |                        |     |       |             |        |              |
|            | Melvin Bard                 | OGC Nice               | 20  | 2     | 0           | 0      | 0            |
|            | Anthony Caci                | RC Strasbourg          | 24  | 3     | 0           | 1      | 0            |
|            | Ismaël Doukouré             | Valenciennes FC        | 18  | 0     | 0           | 0      | 0            |
|            | Pierre Kalulu               | AC Milan               | 21  | 3     | 0           | 0      | 0            |
|            | Clément Michelin            | RC Lens                | 24  | 3     | 0           | 2      | 0            |
|            | Niels Nkounkou              | Everton FC             | 20  | 1     | 0           | 1      | 0            |
|            | Timothée Pembélé            | Paris SG               | 18  | 1     | 0           | 1      | 0            |
|            | Modibo Sagnan               | Real Sociedad          | 22  | 2     | 0           | 0      | 0            |
| Milieux    |                             |                        |     |       |             |        |              |
|            | Alexis Beka Beka            | SM Caen                | 20  | 3     | 0           | 0      | 0            |
|            | Enzo Le Fée                 | FC Lorient             | 21  | 3     | 0           | 0      | 0            |
|            | Téji Savanier               | SC Montpellier Hérault | 29  | 3     | 1           | 1      | 0            |
|            | Lucas Tousart               | Hertha Berlin SC       | 24  | 3     | 0           | 0      | 0            |
| Attaquants |                             |                        |     |       |             |        |              |
|            | André-Pierre Gignac         | Tigres Monterrey UANL  | 35  | 3     | 4           | 0      | 0            |
|            | Randal Kolo Muani           | FC Nantes-Atlantique   | 22  | 3     | 0           | 0      | 1            |
|            | Nathanaël Mbuku             | Stade de Reims         | 19  | 2     | 0           | 0      | 0            |
|            | Arnaud Nordin               | AS Saint-Étienne       | 23  | 2     | 0           | 0      | 0            |
|            | Florian Thauvin             | Tigres Monterrey UANL  | 28  | 3     | 0           | 0      | 0            |

Réservistes : Dimitry Bertaud ( SC Montpellier Hérault, gardien) et Isaac Lihadji ( LOSC Lille, attaquant).

### Compétition - Tournoi masculin
Les résultats de la poule de la France (groupe A) sont :
Classement
| Rang | Équipe         | Pts | J | G | N | P | Bp | Bc | Diff |
| ---- | -------------- | --- | - | - | - | - | -- | -- | ---- |
| 1    | Japon          | 9   | 3 | 3 | 0 | 0 | 7  | 1  | +6   |
| 2    | Mexique        | 6   | 3 | 2 | 0 | 1 | 8  | 3  | +5   |
| 3    | France         | 3   | 3 | 1 | 0 | 2 | 5  | 11 | -6   |
| 4    | Afrique du Sud | 0   | 3 | 0 | 0 | 3 | 3  | 8  | -5   |

     Équipes qualifiées ; Pts = points ; J = joués ; G = gagnés ; N = nuls ; P = perdus ;

Bp = buts pour ; Bc = buts contre ; Diff = différence de buts.
Matchs du premier tour
| 22 juillet 2021 | Mexique                                             | 4 - 1   | France            | Stade Ajinomoto, Tokyo                                                      |                                                                             |
| 10h (HF)        | Vega 47e · Córdova 55e · Antuna 80e · Aguirre 90+1e | (0 - 0) | 69e (pen.) Gignac | Spectateurs : 0 (huis clos) Arbitrage : Chris Beath Arbitre vidéo : Fu Ming | Spectateurs : 0 (huis clos) Arbitrage : Chris Beath Arbitre vidéo : Fu Ming |
| 10h (HF)        | Rapport                                             |         |                   | Spectateurs : 0 (huis clos) Arbitrage : Chris Beath Arbitre vidéo : Fu Ming | Spectateurs : 0 (huis clos) Arbitrage : Chris Beath Arbitre vidéo : Fu Ming |

| 25 juillet 2021 | France                                                       | 4 - 3   | Afrique du Sud                           | Saitama Stadium, Saitama                                                          |                                                                                   |
| 10h (HF)        | Gignac 57e · Gignac 79e · Gignac 86e (pen.) · Savanier 90+2e | (0 - 0) | Kodisang 53e · Makgopa 73e · Mokoena 81e | Spectateurs : 0 (huis clos) Arbitrage : Kevin Ortega Arbitre vidéo : Andres Cunha | Spectateurs : 0 (huis clos) Arbitrage : Kevin Ortega Arbitre vidéo : Andres Cunha |
| 10h (HF)        | Rapport                                                      |         |                                          | Spectateurs : 0 (huis clos) Arbitrage : Kevin Ortega Arbitre vidéo : Andres Cunha | Spectateurs : 0 (huis clos) Arbitrage : Kevin Ortega Arbitre vidéo : Andres Cunha |

| 28 juillet 2021 | France  | 0 - 4   | Japon                                            | International Stadium Yokohama, Yokohama                                          |                                                                                   |
| 13h30 (HF)      |         | (0 - 2) | Kubo 27e · Sakai 34e · Miyoshi 70e · Maeda 90+1e | Spectateurs : 0 (huis clos) Arbitrage : Ivan Barton Arbitre vidéo : Nicolas Gallo | Spectateurs : 0 (huis clos) Arbitrage : Ivan Barton Arbitre vidéo : Nicolas Gallo |
| 13h30 (HF)      | Rapport |         |                                                  | Spectateurs : 0 (huis clos) Arbitrage : Ivan Barton Arbitre vidéo : Nicolas Gallo | Spectateurs : 0 (huis clos) Arbitrage : Ivan Barton Arbitre vidéo : Nicolas Gallo |

## Golf
| Athlète          | Jour 1  | Jour 1 | Jour 2  | Jour 2   | Jour 2 | Jour 3  | Jour 3   | Jour 3 | Jour 4  | Jour 4   | Jour 4 |
| Athlète          | Score   | Rang   | Score   | Total    | Rang   | Score   | Total    | Rang   | Score   | Total    | Rang   |
| ---------------- | ------- | ------ | ------- | -------- | ------ | ------- | -------- | ------ | ------- | -------- | ------ |
| Romain Langasque | 69 (-2) | 20e    | 70 (-1) | 139 (-3) | 24e    | 69 (-2) | 208 (-5) | 32e    | 69 (-2) | 277 (-7) | 35e    |
| Antoine Rozner   | 68 (-3) | 12e    | 69 (-2) | 137 (-5) | 15e    | 73 (+2) | 210 (-3) | 42e    | 70 (-1) | 280 (-4) | 45e    |

| Athlète          | Jour 1  | Jour 1 | Jour 2  | Jour 2   | Jour 2 | Jour 3  | Jour 3   | Jour 3 | Jour 4  | Jour 4   | Jour 4 |
| Athlète          | Score   | Rang   | Score   | Total    | Rang   | Score   | Total    | Rang   | Score   | Total    | Rang   |
| ---------------- | ------- | ------ | ------- | -------- | ------ | ------- | -------- | ------ | ------- | -------- | ------ |
| Perrine Delacour | 70 (-1) | 16e    | 70 (-1) | 140 (-2) | 27e    | 69 (-2) | 209 (-4) | 20e    | 71 (+0) | 280 (-4) | 29e    |
| Céline Boutier   | 73 (+2) | 41e    | 68 (-3) | 141 (-1) | 30e    | 72 (+1) | 213 (+0) | 40e    | 69 (-2) | 282 (-2) | 34e    |

## Gymnastique

### Gymnastique artistique

#### Concours général individuel
| Athlète      | Compétition | Qualifications | Qualifications | Qualifications | Qualifications | Qualifications    | Qualifications | Qualifications | Qualifications | Finale   | Finale         | Finale   | Finale   | Finale            | Finale     | Finale  | Finale  |
| Athlète      | Compétition | Appareil       | Appareil       | Appareil       | Appareil       | Appareil          | Appareil       | Total          | Rang           | Appareil | Appareil       | Appareil | Appareil | Appareil          | Appareil   | Total   | Rang    |
| Athlète      | Compétition | Sol            | Cheval d'arçon | Anneaux        | Saut           | Barres parallèles | Barre fixe     | Total          | Rang           | Sol      | Cheval d'arçon | Anneaux  | Saut     | Barres parallèles | Barre fixe | Total   | Rang    |
| ------------ | ----------- | -------------- | -------------- | -------------- | -------------- | ----------------- | -------------- | -------------- | -------------- | -------- | -------------- | -------- | -------- | ----------------- | ---------- | ------- | ------- |
| Loris Frasca | Individuel  | 13.700         | 13.766         | 13.100         | 13.500         | 13.433            | 12.833         | 80.332         | 44e            | Éliminé  | Éliminé        | Éliminé  | Éliminé  | Éliminé           | Éliminé    | Éliminé | Éliminé |

| Athlète                                                               | Compétition | Qualifications | Qualifications | Qualifications      | Qualifications | Qualifications | Qualifications | Finale   | Finale   | Finale              | Finale   | Finale   | Finale   |
| Athlète                                                               | Compétition | Appareil       | Appareil       | Appareil            | Appareil       | Total          | Rang           | Appareil | Appareil | Appareil            | Appareil | Total    | Rang     |
| Athlète                                                               | Compétition | Sol            | Saut           | Barres asymétriques | Poutre         | Total          | Rang           | Sol      | Saut     | Barres asymétriques | Poutre   | Total    | Rang     |
| --------------------------------------------------------------------- | ----------- | -------------- | -------------- | ------------------- | -------------- | -------------- | -------------- | -------- | -------- | ------------------- | -------- | -------- | -------- |
| Mélanie de Jesus dos Santos                                           | Individuel  | 13.166         | 14.466         | 14.566              | 13.233         | 55.431         | 10e (Q)        | 13.333   | 14.366   | 13.833              | 12.166   | 53.698   | 11e      |
| Carolann Héduit                                                       | Individuel  | 12.900         | 14.233         | 13.966              | 13.200         | 54.299         | 18e (Q)        | 13.033   | 14.400   | 13.566              | 12.566   | 53.565   | 12e      |
| Aline Friess                                                          | Individuel  | 12.500         | 14.966         | 13.666              | 12.500         | 53.632         | 25e            | Éliminée | Éliminée | Éliminée            | Éliminée | Éliminée | Éliminée |
| Marine Boyer                                                          | Individuel  | 12.733         | 13.733         | 10.400              | 13.466         | 50.332         | 60e            | Éliminée | Éliminée | Éliminée            | Éliminée | Éliminée | Éliminée |
| Marine Boyer Mélanie de Jesus dos Santos Aline Friess Carolann Héduit | Équipe      | 38.799         | 43.665         | 42.198              | 39.899         | 164.561        | 4e (Q)         | 39.800   | 43.600   | 41.399              | 38.465   | 163.264  | 6e       |

#### Individuel par agrès
| Athlète         | Compétition     | Qualifications | Qualifications | Qualifications | Qualifications | Qualifications    | Qualifications | Qualifications | Qualifications | Finale   | Finale         | Finale   | Finale   | Finale            | Finale     | Finale  | Finale  |
| Athlète         | Compétition     | Appareil       | Appareil       | Appareil       | Appareil       | Appareil          | Appareil       | Total          | Rang           | Appareil | Appareil       | Appareil | Appareil | Appareil          | Appareil   | Total   | Rang    |
| Athlète         | Compétition     | Sol            | Cheval d'arçon | Anneaux        | Saut           | Barres parallèles | Barre fixe     | Total          | Rang           | Sol      | Cheval d'arçon | Anneaux  | Saut     | Barres parallèles | Barre fixe | Total   | Rang    |
| --------------- | --------------- | -------------- | -------------- | -------------- | -------------- | ----------------- | -------------- | -------------- | -------------- | -------- | -------------- | -------- | -------- | ----------------- | ---------- | ------- | ------- |
| Samir Aït Saïd  | Anneaux         | NC             | NC             | 15.066         | NC             | NC                | NC             | 15.066         | 3e (Q)         | NC       | NC             | 14.900   | NC       | NC                | NC         | 14.900  | 4e      |
| Cyril Tommasone | Cheval d'arçons | NC             | 13.100         | NC             | NC             | NC                | NC             | 13.100         | 43e            | NC       | Éliminé        | NC       | NC       | NC                | NC         | Éliminé | Éliminé |

| Athlète                     | Compétition         | Qualifications | Qualifications | Qualifications      | Qualifications | Qualifications | Qualifications | Finale   | Finale   | Finale              | Finale   | Finale | Finale |
| Athlète                     | Compétition         | Appareil       | Appareil       | Appareil            | Appareil       | Total          | Rang           | Appareil | Appareil | Appareil            | Appareil | Total  | Rang   |
| Athlète                     | Compétition         | Sol            | Saut           | Barres asymétriques | Poutre         | Total          | Rang           | Sol      | Saut     | Barres asymétriques | Poutre   | Total  | Rang   |
| --------------------------- | ------------------- | -------------- | -------------- | ------------------- | -------------- | -------------- | -------------- | -------- | -------- | ------------------- | -------- | ------ | ------ |
| Mélanie de Jesus dos Santos | Barres asymétriques | NC             | NC             | 14.566              | NC             | 14.566         | 11e (R1)       | NC       | NC       | 14.033              | NC       | 14.033 | 6e     |

### Trampoline
La France qualifie ainsi 2 gymnastes au championnat du monde 2019 à Tokyo.
| Athlète       | Qualifications | Qualifications | Finale  | Finale  |
| Athlète       | Score          | Rang           | Score   | Rang    |
| ------------- | -------------- | -------------- | ------- | ------- |
| Allan Morante | 21.080         | 16e            | Éliminé | Éliminé |

| Athlète       | Qualifications | Qualifications | Finale   | Finale   |
| Athlète       | Score          | Rang           | Score    | Rang     |
| ------------- | -------------- | -------------- | -------- | -------- |
| Léa Labrousse | 68.085         | 12e            | Éliminée | Éliminée |

## Haltérophilie
La liste des quatre haltérophiles représentant la France aux Jeux olympiques est validée par la Commission consultative de sélections olympiques du CNOSF le 22 juin 2021.
| Athlète                | Compétition | Arraché  | Arraché | Épaulé-jeté | Épaulé-jeté | Total | Rang |
| Athlète                | Compétition | Résultat | Rang    | Résultat    | Rang        | Total | Rang |
| ---------------------- | ----------- | -------- | ------- | ----------- | ----------- | ----- | ---- |
| Bernardin Kingue-Matam | -67 kg      | 135      | 8e      | 3 échecs    | —           | —     | 13e  |

| Athlète               | Compétition | Arraché  | Arraché | Épaulé-jeté | Épaulé-jeté | Total | Rang |
| Athlète               | Compétition | Résultat | Rang    | Résultat    | Rang        | Total | Rang |
| --------------------- | ----------- | -------- | ------- | ----------- | ----------- | ----- | ---- |
| Anaïs Michel          | -49 kg      | 78       | 9e      | 99          | 6e          | 177   | 7e   |
| Dora Tchakounté       | -59 kg      | 96       | 2e      | 117         | 4e          | 213   | 4e   |
| Gaëlle Nayo-Ketchanke | -87 kg      | 108      | 6e      | 139         | 5e          | 247   | 5e   |

## Handball

### Tournoi masculin
L'équipe de France masculine de handball gagne sa place pour les Jeux en tant que vainqueur du Tournoi de qualification olympique (TQO) organisé à Montpellier en France, en mars 2021.
Effectif
Phase de groupe